# Chrząszcze Argentyny
Chrząszcze Argentyny, koleopterofauna Argentyny – ogół taksonów owadów z rzędu chrząszczy (Colepotera), których występowanie stwierdzono na terenie Argentyny.
lista nie jest kompletna

## Archostemata

### Ommatidae
W Argentynie stwierdzono:
- Tetraphalerus bruchi(inne języki)
- Tetraphalerus wagneri(inne języki)

## Chrząszcze wielożerne

### Aderidae
W Argentynie stwierdzono:
- Aderus bruchi(inne języki)
- Aderus semilimbatus(inne języki)

### Nakwiatkowate(Anthicidae)
W Argentynie stwierdzono m.in:

- Acanthinus bimaculifer
- Acanthinus carlosi
- Acanthinus immaculifer
- Acanthinus latemaculifer
- Acanthinus angusticollis
- Acanthinus bicoloripes
- Acanthinus aequinoctialis(inne języki)
- Acanthinus rugosus
- Acanthinus tucumanensis
- Acanthinus nitidiceps
- Acanthinus silvai
- Acanthinus paraguayensis
- Acanthinus regularis
- Acanthinus striatopunctatus
- Acanthinus postmaculatus
- Acanthinus argentinus
- Acanthinus decorata
- Acanthinus leporina
- Acanthinus longicornis
- Acanthinus strangulatus
- Acanthinus semirufus
- Anthicus floralis
- Anthicus frugalis
- Anthicus golbachi
- Anthicus gounellei
- Anthicus innotatipennis
- Anthicus pallidicolor
- Anthicus platensis
- Anthicus postisignatus
- Anthicus singularis
- Anthicus torquatus
- Formicilla bruchi
- Formicilla garciai
- Ischyropalpus albifasciatus ssp. argentinus
- Ischyropalpus albifasciatus
- Ischyropalpus anticefasciatus
- Ischyropalpus attenuatus
- Ischyropalpus caesiosignatus
- Ischyropalpus caesiosignatus ssp. mendozanus
- Ischyropalpus dentipes
- Ischyropalpus externenotatus
- Ischyropalpus jenseni
- Ischyropalpus patagonicus
- Ischyropalpus puteifer
- Ischyropalpus sericans ssp. trireductus
- Ischyropalpus sericeus
- Ischyropalpus testaceoguttatus
- Ischyropalpus testaceoguttatus ssp. esteroensis
- Macratria tucumanensi
- Notoxus argentinus
- Notoxus venustus
- Sapintus decerptus
- Tomoderus forticornis
- Tomoderus idiota
- Tomoderus missionensis
- Tomoderus punctatus
- Tomoderus sahlbergi
- Vacusus antennatus
- Vacusus apicicornis
- Vacusus holoxanthus
- Vacusus martinsi
- Vacusus parvus
- Vacusus subbrunneipennis
- Vacusus vulgaris

### Kobielatkowate(Anthribidae)
W Argentynie stwierdzono m.in:
- Araecerus fasciculatus
- Brachytarsus secundus
- Brachytarsus zeae
- Brachytarsus zeae
- Euparius bruchi
- Euparius dorsalis
- Euxenus variegatus
- Gymnognathus bohlsi
- Ischnocerus aeneus
- Ormiscus brevis
- Piesocorynus plagifer
- Stenocerus longulus
- Stenocerus paraguayensis

### Archeocrypticidae
W Argentynie stwierdzono m.in:
- Archeocrypticus topali
- Enneboeus patagonicus

### Podryjowate(Attelabidae)
W Argentynie stwierdzono m.in:
- Auletobius tucumanensis
- Clinolabus melancoryphus
- Eugnamptus tucumanensis
- Hybolabus foveolatus
- Minurus fulvescens wątpliwy
- Minurus seniculus
- Minurus testaceus
- Minurus violaceipennis

### Belidae
W Argentynie stwierdzono m.in:
- Alloxycorynus bruchi
- Dicordylus annulifer
- Homalocerus lyciformis
- Homalocerus nigripennis
- Homalocerus plaumanni
- Homalocerus xixim
- Hydnorobius helleri
- Hydnorobius hydnorae
- Hydnorobius parvulus
- Oxycorynus missionis
- Oxycorynus nigripes
- Oxycraspedus cornutus
- Oxycraspedus cribricollis
- Oxycraspedus minutus
- Trichophthalmus miltomerus

### Biphyllidae
W Argentynie stwierdzono m.in:
- Diplocoelus consobrinus
- Diplocoelus turbinatus
- Diplocoelus villosus

### Kapturnikowate(Bostrichidae)
W Argentynie stwierdzono m.in:

- Dexicrates robustus
- Dinoderus bifoveolatus
- Dinoderus minutus
- Dolichobostrychus angustus
- Dolichobostrychus fossulatus
- Dolichobostrychus granulifrons
- Dominikia freyi
- Dominikia laminifer
- Dominikia uncinata
- Dysides platensis
- Lichenophanes albicans
- Lichenophanes bechyneorum
- Lichenophanes plicatus
- Lyctus argentinensis
- Lyctus carbonarius
- Lyctus chacoensis
- Lyctus linearis
- Lyctus patagonicus
- Lyctus simplex
- Melalgus gracilipes
- Melalgus valleculatus
- Micrapate brasiliensis
- Micrapate bruchi
- Micrapate catamarcana
- Micrapate cordobiana
- Micrapate humeralis
- Micrapate wagneri
- Minthea squamigera
- Phyllyctus gounellei
- Polycaon chilensis
- Rhyzopertha dominica
- Sinocalon pilosulum
- Sinocalon reticulatum
- Sinocalon vestitum
- Sinoxylodes curtulus
- Trogoxylon angulicollis
- Trogoxylon giacobbii
- Trogoxylon impressum
- Trogoxylon ingae
- Trogoxylon praeustum
- Trogoxylon rectangulum
- Trogoxylon recticolle
- Tetrapriocera caprina
- Tetrapriocera defracta
- Xyloperthella picea
- Xyloprista hexacantha

### Bothrideridae
W Argentynie stwierdzono m.in:
- Lithophorus tuberosus
- Prolyctus haagi
- Prolyctus iridescens
- Sosylus squirei

### Brachyceridae
W Argentynie stwierdzono m.in:

- Aoratolcus estriatus
- Argentinorhynchus breyeri
- Argentinorhynchus bruchi
- Argentinorhynchus squamosus
- Bagoidus sulcirostris
- Brachybamus pipitzi
- Cyrtobagous salviniae
- Cyrtobagous singularis
- Helodytes edax
- Helodytes foveolatus
- Helodytes hustachei
- Helodytes litus
- Helodytes striatus
- Helodytes vatius
- Hydrotimetes natans
- Hypselus ater
- Ilyodytes lembulus
- Ilyodytes lintriculus
- Lissorhoptrus bosqi
- Lissorhoptrus carinirostris
- Lissorhoptrus lepidus
- Lissorhoptrus tibialis
- Neobagous coarticollis
- Neochetina affinis
- Neochetina bruchi
- Neochetina eichhorniae
- Neochetina neoaffinis
- Neochetina ventralis
- Neohydronomus affinis
- Neohydronomus pulchellus
- Neopsilorhinus valdivianus
- Neopsilorhinus variegatus
- Notiodes communis
- Notiodes cupreus
- Notiodes inaequalis
- Notiodes nanus
- Notiodes pygmaeus
- Notiodes rectirostris
- Ochetina bruchi
- Ochetina uniformis
- Onychylis argentinensis
- Onychylis cretatus
- Onychylis filicornis
- Onychylis vulgatus
- Oryzophagus oryzae
- Stenopelmus brunneus
- Stenopelmus minutus
- Tanysphiroideus parvulus

### Brentidae
W Argentynie stwierdzono m.in:

- Apion brevinasus
- Apion brunneonigrum
- Apion cionoides
- Apion contrarium
- Apion decipiens
- Apion desbordesi
- Apion heydeni
- Apion hilare
- Apion incisicolle
- Apion ingratum
- Apion inhonestum
- Apion insidiator
- Apion kieffereli
- Apion latirostre
- Apion lativentre
- Apion luteirostre
- Apion miniatum
- Apion nigrocyaneum
- Apion pallidicorne
- Apion planiceps
- Apion prosopidis
- Apion salpingoides
- Apion simulans
- Apion submaculatum
- Apion testaceum
- Apion tucumanense
- Apion xanthopus
- Apionion annulatum
- Brenthus anchorango
- Brenthus vulneratus
- Brenthus rufiventris
- Brenthus doello-juradoi
- Chilapion macilentum
- Coelocephalapion gandolfoi
- Cylas formicarius
- Exapion ulicis
- Hecyrapion anisorhynchum
- Hecyrapion novercale
- Mythapion adesmiae
- Mythapion rufonigrum
- Mythapion simplex
- Noterapion bruchi
- Noterapion chilense
- Noterapion kuscheli
- Noterapion meorrhynchum
- Noterapion nothofagi
- Noterapion philippianum
- Rhamnapion humerale
- Rhamnapion pachymerum

### Bogatkowate(Buprestidae)
W Argentynie stwierdzono m.in:

- Acmaeodera asperata
- Acmaeodera bruchi
- Acmaeodera sericeiventris
- Acmaeodera weiseri
- Actenodes costipennis
- Actenodes fulminata
- Agrilaxia agriliformis
- Agrilaxia bruchiana
- Agrilaxia brunneipennis spp. brunneipennis, spp. pallidetincta
- Agrilaxia canaliculata
- Agrilaxia chlorana
- Agrilaxia coriacea
- Agrilaxia debilipennis
- Agrilaxia decipiens
- Agrilaxia maculicollis
- Agrilaxia ogloblini
- Agrilaxia plana
- Agrilaxia platensis
- Agrilaxia vitticollis
- Agrilaxia wagneri
- Agrilozodes pygmaea
- Amorphosoma penicillata
- Amorphosternoides vianai
- Amorphosternus bruchi
- Amyia punctipennis
- Ancylotela oculata
- Anthaxia bruchi
- Anthaxia cinctipennis
- Archepsila esterensis
- Agriloides gaucho
- Agriloides gebhardti
- Agriloides tuberculata
- Agrilus aenescentellus
- Agrilus agrius
- Agrilus alcinous
- Agrilus alexandri
- Agrilus anguinus
- Agrilus angustus niepewny
- Agrilus antonii
- Agrilus argentinus
- Agrilus aristaeus
- Agrilus arnus
- Agrilus bellicus niepewny
- Agrilus bergi
- Agrilus blanchardi
- Agrilus bonariensis
- Agrilus bruchi
- Agrilus bruchianus
- Agrilus carinus spp. matutinus
- Agrilus caroli
- Agrilus casignetus
- Agrilus catamarcanus
- Agrilus cernosvitovi
- Agrilus chacoensis
- Agrilus chrysostictus
- Agrilus clairvillei
- Agrilus confossicollis
- Agrilus cordovanus
- Agrilus dilaticornis
- Agrilus dryadis
- Agrilus faciatus
- Agrilus filiolus
- Agrilus flaveolus
- Agrilus florilegus
- Agrilus flosculus
- Agrilus friesei
- Agrilus frigidus
- Agrilus furcatipennis spp. santjagensis
- Agrilus graciae
- Agrilus granulicollis
- Agrilus gumia
- Agrilus honorius spp. loretigena
- Agrilus idas
- Agrilus ignavus
- Agrilus japyx
- Agrilus jarbas
- Agrilus jasius
- Agrilus jejunus
- Agrilus korsakovi
- Agrilus leucostictus
- Agrilus llanero
- Agrilus loretanus
- Agrilus maculisternis
- Agrilus mandatus
- Agrilus missionum niepewny
- Agrilus multispinosus
- Agrilus neuquensis
- Agrilus niger
- Agrilus nobilis
- Agrilus obscuripennis
- Agrilus omissus
- Agrilus pauperculus
- Agrilus percautus
- Agrilus perplexus
- Agrilus piliferus
- Agrilus praecipuus
- Agrilus puellus
- Agrilus quilmesinus
- Agrilus reimoseri
- Agrilus rodzjankoi
- Agrilus sacer spp. argentinae, spp. bomplandellus, spp. tremolerasi
- Agrilus saltensis
- Agrilus schreineri
- Agrilus strephon
- Agrilus subinflatus
- Agrilus sulphurifer
- Agrilus thian-shanskii
- Agrilus thoracellus
- Agrilus thoracellus conceptionus
- Agrilus thoracicus
- Agrilus tucumanellus
- Agrilus tucumanus
- Agrilus verutus
- Agrilus vianai
- Agrilus wagneri
- Agrilus wasmanni spp. yerbatero
- Atacamita arriagadai
- Bergidora picturella
- Bilyaxia concinna
- Bilyaxia cupriceps
- Bilyaxia obscurata
- Brachys acuta
- Brachys vicina
- Buprestis bruchi
- Buprestis lineata
- Chalcophora liberata
- Chalcopoecila leyboldi
- Chalcopoecila ornata
- Chalcopoecila ornatissima
- Callimicra bruchi
- Callimicra bruchiana
- Callimicra cyanea
- Callimicra plagidorsis
- Callimicra taciturna
- Chrysesthes tripunctata
- Chrysobothris aurocincta
- Chrysobothris boliviae spp. ayrensis
- Chrysobothris bruchi
- Chrysobothris consanguinea
- Chrysobothris cordovensis
- Chrysobothris cupreipes
- Chrysobothris cupreomaculata
- Chrysobothris decolorata
- Chrysobothris desmaresti
- Chrysobothris frontalis
- Chrysobothris furcata
- Chrysobothris generosa
- Chrysobothris heyrovskýi
- Chrysobothris holochalcea spp. holochalcea, spp. platensis
- Chrysobothris laticollis
- Chrysobothris miraculosa
- Chrysobothris myia
- Chrysobothris polyspilota
- Chrysobothris porracea
- Chrysobothris richteri
- Chrysobothris rugosa
- Chrysobothris taciturma
- Chrysobothris vilucana
- Chrysobothris wagneri
- Colobogaster cyanitarsis
- Conognatha amoena
- Conognatha excellens
- Conognatha fascipennis
- Conognatha gibbula
- Conognatha gounellei
- Conognatha klugi
- Conognatha leachi
- Conognatha magnifica
- Conognatha moseri
- Conognatha nigrocoerulea
- Conognatha ornata
- Conognatha paranaensis
- Conognatha pretiosissima
- Conognatha principalis
- Conognatha propinqua
- Conognatha azurea
- Conognatha errata
- Conognatha humeralis
- Conognatha laticollis
- Conognatha viridiventris spp. viridiventris
- Cordillerita bruchi
- Cylindrophora maulica
- Diadora bruchi
- Dismorpha globithorax
- Dismorpha irroratus
- Deyrollius aeneus
- Deyrollius nitidicollis
- Deyrollius rotundicollis
- Ectinogonia americana
- Ectinogonia auroguttata
- Ectinogonia curtula
- Ectinogonia denticollis
- Ectinogonia hoscheki
- Ectinogonia strandi
- Ectinogonia weiseri
- Ectinogonia buqueti
- Epistomentis picta
- Euchroma gigantea
- Eudiadora cordobensis
- Eudiadora kerremansi
- Eudiadora meliboeoides
- Eudiadora pulchra
- Eudiadora viana
- Eudiana antiqua
- Eudiana bahiana
- Eudiana foveola
- Eudiana gebhardti
- Eudiana orientalis
- Geralius argentinae
- Geralius distinctus
- Hiperantha pygmaea
- Hiperantha stempelmanni
- Hiperantha theryi
- Hiperantha vittaticollis
- Hiperantha testacea spp. haemorrhoa, spp. testacea
- Hiperleptodema enigmatica
- Hylaeogena bruchi
- Hylaeogena méquignoni
- Hylaeogena nigerrima
- Hylaeogena ogloblini
- Hypoprasis elegans spp. harpagon
- Lasionota sulcatus
- Lasionota bernardi
- Lasionota quadrizonata
- Lasionota acutipennis
- Lasionota alternans
- Lasionota apicalis
- Lasionota atrocyaneo
- Lasionota bonaerensis
- Lasionota bruchi
- Lasionota brullei
- Lasionota catamarcalis
- Lasionota cobosi
- Lasionota dispar spp. dispar, spp. orientalis, spp. gratiosa
- Lasionota fairmairei
- Lasionota okea spp. okea, spp. ornata
- Lasionota politus
- Lasionota quadrifasciata
- Lasionota robustus
- Lasionota rugicollis
- Lasionota tetrazona
- Lasionota bachmanni
- Lasionota picta
- Lasionota stenoloma
- Leiopleura loretana
- Leiopleura ogloblini
- Leiopleura trochilus
- Lius bruchi
- Lius castor
- Lius modestus
- Lius pollux
- Lius tucumanus
- Neocypetes guttulata
- Ocypetes compacta
- Ocypetes crassicollis
- Ocypetes irrorata
- Ocypetes lethierryi
- Ocypetes patagica
- Ocypetes sphaericollis
- Ocypetes vittipennis
- Pachyschelus atratus
- Pachyschelus assuncionis
- Pachyschelus calamuchitae niepewny
- Pachyschelus hexagonalis
- Pachyschelus ignicollis
- Pachyschelus jakobsoni
- Pachyschelus loretanus
- Pachyschelus ogloblini
- Pachyschelus transversus
- Pachyschelus undularius
- Pachyschelus vicinus
- Pachyschelus viridicollis
- Paraancylotela amplidorsa
- Paracuris bimaculata
- Paracuris debilipennis
- Paracuris hemiptera
- Paragrilus abjunctus
- Paragrilus aeneus
- Paragrilus argentinus spp. argentinus, spp. cupreolus, spp. monticola
- Paragrilus bergi
- Paragrilus bonariensis
- Paragrilus brasiliensis
- Paragrilus bruchi
- Paragrilus coerulans
- Paragrilus credulus
- Paragrilus embrikiellus
- Paragrilus ignotus
- Paragrilus similis
- Paragrilus sulcicollis
- Paragrilus vianai
- Pelecopselaphus blanda
- Pelecopselaphus depressus
- Polycesta excavata
- Polycesta decorata
- Psiloptera aeneopicea
- Psiloptera argenteosparsa
- Psiloptera attenuata
- Psiloptera baeri
- Psiloptera batesi
- Psiloptera bruchiana
- Psiloptera burmeisteri
- Psiloptera callimicra
- Psiloptera corynthia
- Psiloptera cupriventris
- Psiloptera derosa
- Psiloptera desmaresti
- Psiloptera dumetorum
- Psiloptera instabilis
- Psiloptera laplatensis
- Psiloptera pardalis
- Psiloptera plagiata
- Psiloptera tucumana spp. tucumana
- Psiloptera tucumana spp viridis
- Psiloptera viridiaenea
- Pterobothris corrosus spp. corrosus
- Pygicera scripta
- Romanophora verecunda
- Sambomorpha argentiniensis
- Taphrocerus achardi
- Taphrocerus acutus
- Taphrocerus angustus
- Taphrocerus argentinus
- Taphrocerus bruchi
- Taphrocerus cernosvitovi
- Taphrocerus compactus
- Taphrocerus dudai
- Taphrocerus elongatus
- Taphrocerus holíki
- Taphrocerus joukli
- Taphrocerus loretanus
- Taphrocerus missionarius
- Taphrocerus ogloblini
- Taphrocerus punctuliceps
- Taphrocerus putillus
- Taphrocerus rambouseki
- Taphrocerus rotundicollis
- Taphrocerus temporalis
- Taphrocerus tenellus
- Taphrocerus tigrensis niepewny
- Taphrocerus unicolor
- Taphrocerus wagneri
- Taphrocerus winteri
- Tetragonoschema albopilosa
- Tetragonoschema argentiniensis spp. argentiniensis, spp. wagneri
- Tetragonoschema interioris
- Tetragonoschema missionarium
- Tetragonoschema nana
- Tetragonoschema patagonica
- Tetragonoschema purpurascens
- Tetragonoschema strandi
- Tetragonoschema undata
- Trigonogenium angulosum
- Tyndaris planata

### Otrupkowate(Byrrhidae)
W Argentynie stwierdzono m.in:
- Chalciosphaericum enderleini
- Chalciosphaericum solox

### Callirhipidae
W Argentynie stwierdzono m.in:
- Callirhipis hoodi

### Omomiłkowate(Cantharidae)
W Argentynie stwierdzono m.in:

- Belotus concavivollis
- Belotus latithorax
- Belotus weiseri
- Cantharis lagunitana
- Cantharis marginicollis
- Cantharis variabilis
- Chauliognathus argentinus
- Chauliognathus bilineaticollis
- Chauliognathus birufonotatus
- Chauliognathus brevelineatus
- Chauliognathus bruchi
- Chauliognathus caroli
- Chauliognathus circumdatus
- Chauliognathus curtelineatus
- Chauliognathus erratus
- Chauliognathus expansus
- Chauliognathus fallax
- Chauliognathus gracilis
- Chauliognathus ignaciosus
- Chauliognathus limbatithorax
- Chauliognathus maschalostictus
- Chauliognathus missionum
- Chauliognathus militaris
- Chauliognathus nigrolateralis
- Chauliognathus pallens
- Chauliognathus riojaensis
- Chauliognathus saltator
- Chauliognathus scriptus
- Chauliognathus sulcaticollis
- Chauliognathus undulatovittatus
- Chauliognathus bioculatus
- Chauliognathus magellanicus
- Discodon bisbiluteovittatum
- Discodon brevilineatum
- Discodon breyeri
- Discodon castroi
- Discodon cinctithorax
- Discodon cordubense
- Discodon criollanum
- Discodon excisicolle
- Discodon flavigena
- Discodon histrio
- Discodon latenotatum
- Discodon laticolle
- Discodon luteum
- Discodon magellanicum
- Discodon melanopterum
- Discodon minutum
- Discodon misionense
- Discodon nigricorne
- Discodon nigrosuturale
- Discodon postangulare
- Discodon prelineatum
- Discodon semimarginatum
- Discodon subannulicorne
- Discodon tucumanum
- Discodon wagneri
- Elattoderes maculicollis
- Haplous segmentarius
- Hyponotum grandicolle
- Hyponotum simplicicorne
- Hyponotum violaceipenne
- Hyponotum violaceipenne
- Lobetus brevipennis
- Malthodes apicicornis
- Maronius impressipennis
- Maronius limbatus
- Maronius wagneri
- Oontelus gorhami
- Oontelus wagneri
- Oontelus wygodzinskyi
- Plectonotum labiale
- Plectonotum latior
- Plectonotum microceps
- Plectonotum nitidum
- Plectonotum nodicornis
- Plectonotum wagneri
- Polemius argentinus
- Polemius semirugulosus
- Psilorhynchus bifasciatus
- Rhagonycha patagonia niepewny
- Silis argentina
- Silis bruchi
- Silis denticornis
- Silis gounellei
- Silis inaequalis
- Silis lineatithorax
- Silis paranana
- Silis robusticollis
- Silis vagelimbat
- Silisogaster anomalicornis
- Trypherus argentinus

### Caridae
W Argentynie stwierdzono m.in:
- Caenominurus topali
- Chilecar pilgerodendri prawdopodobnie

### Cavognathidae
W Argentynie stwierdzono m.in:
- Taphropiestes fusca
- Taphropiestes magna
- Taphropiestes plaumanni

### Kózkowate(Cerambycidae)
W Argentynie stwierdzono m.in:

#### Cerambycinae
- Acatinga maia
- Achenoderus octomaculatus
- Achryson chacoense
- Achryson foersteri
- Achryson immaculipenne
- Achryson lutarium
- Achryson maculatum
- Achryson quadrimaculatum
- Achryson surinamum
- Achryson undulatum
- Achryson unicolor
- Acyphoderes aurulenta
- Acyphoderes carinicollis
- Acyphoderes crinita
- Acyphoderes hirtipes
- Aetheibidion hirtellum
- Adalbus crassicornis
- Aglaoschema basale
- Aglaoschema erythrocephala
- Aglaoschema haemorrhoidale
- Aglaoschema potiguassu
- Aglaoschema rufiventre
- Aglaoschema ventrale
- Alanizus tortuosus
- Alcyopis cyanoptera
- Aleiphaquilon castaneum
- Alienosternus simplex
- Allocera bicarinatum
- Allocera spencei
- Allodemus tricolor
- Allopeba signaticornis
- Ambonus albomaculatus
- Ambonus distinctus
- Ambonus electus
- Ambonus interrogationis
- Ambonus lippus
- Ambonus proximus
- Amorupi fulvoterminata
- Amorupi hudepohli
- Amyipunga armaticollis
- Ancylocera bruchi
- Ancylocera cardinalis
- Ancylosternus morio spp. albicornis
- Andraegoidus cruentatus
- Andraegoidus homoplatus
- Andraegoidus richteri
- Andraegoidus rufipes
- Andraegoidus variegatus
- Anelaphus cerussatus
- Anelaphus souzai
- Anoplomerus buqueti
- Anoplomerus rotundicollis
- Aphylax lyciformis
- Aposphaerion unicolor
- Argentinoeme pseudobscura
- Argentinoeme schulzi
- Austroeme modesta
- Basiptera castaneipennis
- Batus hirticornis
- Bothriospila elegans
- Brachylophora auricollis
- Butherium erythropus
- Callancyla bimaculata
- Callancyla curvicollis
- Callancyla tucumana
- Callichroma iris spp. trilineatum
- Callichroma sericeum
- Callideriphus grossipes spp. grossipes
- Callideriphus tucumanus
- Calydon globithorax
- Calydon submetallicum
- Centrocerum exornatum
- Centrocerum hirsuticeps
- Centrocerum richteri
- Centrocerum variatum
- Ceragenia bicornis
- Ceralocyna foveicollis
- Ceralocyna fulvipes
- Ceralocyna nigricornis
- Chariergus tabidus
- Chenoderus testaceus
- Chenoderus tricolor
- Chevrolatella tripunctata
- Chlorethe scabrosa
- Chlorida costata
- Chlorida festiva
- Chromoeme angustissima
- Chrysoprasis aeneiventris
- Chrysoprasis airi
- Chrysoprasis aurata
- Chrysoprasis aurigena
- Chrysoprasis auriventris spp. auriventris
- Chrysoprasis basalis
- Chrysoprasis concolor
- Chrysoprasis hypocrita
- Chrysoprasis linearis
- Chrysoprasis nymphula
- Chrysoprasis ritcheri
- Chydarteres costatus
- Chydarteres dimidiatus spp. dimidiatus, spp. taeniatus
- Chydarteres striatus spp. striatus, spp. schaeferi
- Chydarteres strigatus
- Clepitoides thomasi
- Cnemidochroma phyllopus
- Coccoderus novempunctatus
- Coleroidion leucotrichum
- Coleoxestia cinnamomea
- Coleoxestia corvina
- Coleoxestia ebenina
- Coleoxestia fasciola
- Coleoxestia nigripes
- Coleoxestia spinipennis spp. spinipennis
- Coleoxestia vittata
- Coleoxestia waterhousei
- Compsa albopicta
- Compsa amoena
- Compsa monrosi
- Compsa multiguttata
- Compsa nebulosa
- Compsibidion campestre
- Compsibidion circunflexum
- Compsibidion crassipede
- Compsibidion fairmairei
- Compsibidion graphicum
- Compsibidion sommeri
- Compsibidion truncatum
- Compsibidion vanum
- Compsoceridius gounellei
- Compsocerus barbicornis
- Compsocerus parviscopus
- Compsocerus proximus
- Compsocerus violaceus
- Cosmisoma brullei
- Cosmisoma chalybeipenne
- Cosmisoma cyaneum spp. rubriventre
- Cosmisoma ochraceum
- Cosmisoma persimile
- Cosmisomopsis viridis
- Cosmocerus strigosus
- Cotyclytus curvatus
- Cotyclytus patagonicus
- Cotyclytus sobrinus
- Cotyclytus stillatus
- Criodion angustatum
- Criodion torticolle
- Ctenoplon x-littera
- Cupanoscelis clavipes
- Cupanoscelis heteroclita
- Cycnidolon gounellei
- Cycnidolon minutum
- Cycnidolon phormesioides
- Cycnoderus tenuatus
- Deltosoma lacordairei
- Deltosoma xerophila
- Diasporidion argentinense
- Diastrophosternus bruchi
- Dihammaphora aepytus
- Dihammaphora arnaui
- Dihammaphora auratopilosa
- Dihammaphora auricollis
- Dihammaphora binodula
- Dihammaphora bivittata
- Dihammaphora bruchi
- Dihammaphora chaquensis
- Dihammaphora nigrita
- Dihammaphora parana
- Dihammaphora signaticollis
- Dilocerus marinonii
- Diorus biapiculatus
- Diploschema rotundicolle
- Dirocoremia bruchi
- Dirocoremia ingae
- Dirocoremia simplicipes
- Dorcacerus barbatus
- Dragomiris major
- Dragomiris orientalis
- Dragomiris quadricornutus
- Dragoneutes baculus
- Dragoneutes obscurus
- Dragoneutes pilosus
- Drascalia praelonga
- Drychateres bilineatus
- Eburia quadrigeminata
- Eburodacrys campestris
- Eburodacrys crassimana
- Eburodacrys dubitata
- Eburodacrys eburioides
- Eburodacrys flexuosa
- Eburodacrys longilineata
- Eburodacrys martinezi
- Eburodacrys nemorivaga
- Eburodacrys punctipennis
- Eburodacrys sanguinipes
- Eburodacrys seabrai
- Eburodacrys sexguttata
- Eburodacrys sexmaculata
- Eburodacrys stahli
- Eburodacrys tuberosa
- Eburodacrys vidua
- Eburodacrys vittata
- Eclipta amabilis
- Eclipta brevipennis
- Ecliptoides eunomia
- Ecliptoides rufulus
- Ectenessa quadriguttata
- Engyum quadrinotatum
- Epacroplon cruciatum
- Epipodocarpus andinus
- Eriocharis lanaris
- Eriocharis richardii
- Eriphus longicollis
- Eriphus purpuratus
- Erlandia inopinata
- Erosida gratiosa
- Eryphus bipunctatus
- Eryphus bivittatus
- Eryphus laetus
- Eryphus picticollis
- Erythrochiton jucundum
- Erythrochiton sellatum
- Erythropterus amabilis
- Ethemon basale
- Ethemon brevicorne
- Ethemon lepidum spp. rufofemorale
- Ethemon weiseri
- Eurymerus eburioides
- Eurysthea hirca
- Eurysthea hirta
- Eurysthea lacordairei
- Eurysthea nicolai
- Fissipoda barbicrus
- Fregolia listropteroides
- Gambria nigripennis
- Glyptoscapus pallidulus
- Gnomibidion denticolle
- Gnomibidion fulvipes
- Gnomidolon brethesi
- Gnomidolon elegantulum
- Gnomidolon ornaticolle
- Gnomidolon pictum
- Gnomidolon pilosum
- Gnomidolon proximum
- Gnomidolon pulchrum
- Gnomidolon varians
- Gorybia calcitrapa
- Gorybia martes
- Gorybia thoracica
- Gounelleoeme echinoscapus
- Gracilia minuta
- Grammicosum flavofasciatum
- Gurubira tristis
- Gurubira violaceomaculatus
- Grupiara viridis
- Haruspex bivittis
- Haruspex quadripustulatus
- Hemilissa gummosa
- Hemilissa quadrispinosa
- Hesperophymatus chydaeus
- Heterachthes ebenus
- Heterachthes flavicornis
- Heterachthes plagiatus
- Heterachthes spilotus
- Heterachthes tenellus
- Heterachthes xenocerus
- Heterocompsa formosa
- Heterocompsa geniculata
- Heterocompsa seabrai
- Hexoplon ctenostomoides
- Hexoplon juno
- Hexoplon speciosum spp. speciosum
- Hexoplon uncinatum
- Hoplogrammicosum cinnamomeum
- Huequenia araucana
- Huequenia livida
- spuszczel pospolity (Hylotrupes bajulus)
- Itaclytus olivaceus
- Ischionodonta iridipennis
- Ischionodonta platensis
- Ischionodonta rufomarginata
- Ischionodonta semirubra
- Ischionorox antiqua
- Isthmiade braconides
- Juiaparus batus spp. lacordairei
- Juiaparus mexicanus
- Jupoata rufipennis
- Klugiatragus laticornis
- Kolonibidion femoratum
- Lathusia ferruginea
- Lautarus concinnus
- Lissonomimus auratopilosus
- Lissonomimus megaderinus
- Lissonotus andalgalensis
- Lissonotus flabellicornis
- Lissonotus rugosus
- Lissonotus spadiceus
- Lissonotus unifasciatus
- Lissonotypus tetraspilotus
- Listroptera tenebricosa
- Lophoschema guayapa
- Macellidiopygus debilis
- Macroeme priapica
- Malacopterus pavidus
- Mallocera glauca
- Mallocera ramosa
- Mallocera umbrosa
- Mallosoma zonatum
- Maripanus quadrimaculatus
- Martinsellus signatus
- Martinsia scabrosa
- Mecometopus bicinctus
- Mecometopus centurio
- Mecometopus palmatus
- Megacyllene acuta
- Megacyllene anacantha
- Megacyllene bella
- Megacyllene bonplandi
- Megacyllene boryi
- Megacyllene castanea
- Megacyllene castroi
- Megacyllene falsa
- Megacyllene globosa
- Megacyllene guarani
- Megacyllene insignita
- Megacyllene latreillei
- Megacyllene magna
- Megacyllene mellyi
- Megacyllene multiguttata
- Megacyllene murina
- Megacyllene neblinosa
- Megacyllene nebulosa
- Megacyllene proxima
- Megacyllene quinquefasciata
- Megacyllene rotundicollis
- Megacyllene rufipes
- Megacyllene rufofemorata
- Megacyllene spixii
- Megacyllene tafivallensis
- Megacyllene trifasciata
- Megacyllene unicolor
- Megaderus stigma
- Mephritus callidioides
- Merionoedopsis aeneiventris
- Merionoedopsis brevipennis
- Methia argentina
- Methia fischeri
- Methia tubuliventris
- Metopocoilus quadrispinosus
- Microibidion exculptum
- Microibidion exiguum
- Microibidion mimicum
- Microibidion rubicundulum
- Mimochariergus carbonelli
- Minibidion minusculum
- Mionochroma chloe
- Mionochroma electrinum
- Mionochroma equestre
- Morphaneflus prolixus
- Nathrius brevipennis
- Neholopterus antarcticus
- Neholopterus ochraceus
- Neholopterus reedi
- Neholopterus richteri
- Neoachryson castaneum
- Neoclytus acuminatus spp. acuminatus
- Neoclytus pusillus
- Neoclytus rufus
- Neoclytus ypsilon
- Neocompsa serrana
- Neocompsa tucumana
- Neocorus diversipennis
- Neocorus ibidionoides
- Neoeme hudepohli
- Neomallocera opulenta
- Neophygopoda exilis
- Neophygopoda tibialis
- Neoregostoma luridum
- Neoregostoma fasciatum
- Neotaphos hamaticollis
- Nephalius spiniger
- Notosphaeridion brevithorax
- Notosphaeridion scabrosum
- Obrium bifasciatum
- Obrium cantharinum sppcantharinum
- Obrium cicatricosum
- Obrium multifarium
- Obrium trifasciatum
- Obrium vicinum
- Ocroeme recki
- Odontocera baeri
- Odontocera fasciata
- Odontocera meridiana
- Odontocera tridentifera
- Odontocera virgata
- Odontocroton apicalis
- Odontocroton flavicauda
- Odontocroton quinquecallosus
- Odontocroton rufifrons
- Odontocroton sanguinolentus
- Odontocroton septemtuberculata
- Opacibidion opacicolle
- Opsibidion flavocinctum
- Ophtalmibidion tetrops
- Oregostoma bipartitum
- Orion maurus
- Ornistomus bicinctus
- Orthostoma abdominale
- Oxycoleus carinatipennis
- Oxymerus aculeatus spp. meridionalis
- Oxymerus bruchi spp. bruchi
- Oxymerus chevrolatii
- Oxymerus luteus spp. luteus
- Oxymerus pallidus
- Oxymerus vianai
- Oxymerus virgatus
- Paraethecerus sexmaculatus
- Paraleptidea femorata
- Paraleptidea sanmartini
- Paraeclipta rectipennis
- Paraeclipta tenuis
- Paraeclipta unicoloripes
- Parepimelitta femoralis
- Paromoeocerus barbicornis
- Parommidion inauditum
- Parunxia scopifera
- Pantomallus morosus
- Pantomallus sordidus
- Parozodera chemsaki
- Parozodera farinosa
- Periboeum maculatum
- Periboeum terminatum
- Phaedinus martii
- Phantazoderus frenatus
- Pharcidodes suturalis
- Pleiarthrocerus opacus
- Phoracantha recurva
- Phoracantha semipunctata
- Phrynoeme cucullata
- Phymatioderus bizonatus
- Phygopoda jacobi
- Pirangoclytus insignis
- Pirangoclytus mendosus
- Plocaederus inconstans
- Plocaederus pactor
- Plocaederus pisinnus
- Poecilopeplus corallifer
- Poecilopeplus haemopterus
- Poeciloxestia suturalis
- Polyschisis tucumana
- Praxithea derourei
- Prodontia dimidiata
- Proeme plagiata
- Proholopterus annulicornis
- Pronuba decora
- Protosphaerion variabile
- Pseudocolynthaea pectoralis
- Psiloibidion leucogramma
- Psygmatocerus pubescens
- Psygmatocerus wagleri
- Ranqueles gounellei
- Ranqueles mus
- Ranqueles steparius
- Retrachydes thoracicus spp. thoracicus spp. sulcatus
- Rhinotragus dorsiger
- Rhopalessa clavicornis
- Rhopalessa irwini
- Rhopalessa pilosicollis
- Rhopalophora collaris
- Rierguscha bicolor
- Rierguscha viridipennis
- Saltanecydalopsis irwini
- Scapanopygus cinereus
- Smodicum dinellii
- Smodicum recticolle
- Smodicum semipubescens
- Sphecomorpha murina
- Sphaerion cyanipenne
- Sphaerion exutum
- Sphaerion inerme
- Sphaerion lentiginosum
- Sphaerion rusticum
- Sphalloeme costipennis
- Sphallotrichus setosus
- Sphallotrichus spadiceus
- Spathopygus eburioides
- Stenophantes herrerai
- Stenophantes longipes
- Stenophantes martinezi
- Stenophantes patagonicus
- Stenygra apicalis
- Stenygra conspicua
- Stenygra cosmocera
- Stenygra setigera
- Stizocera armata
- Stizocera consobrina
- Stizocera nigroflava
- Stizocera plicicollis
- Stizocera spinicornis
- Stizocera tristis
- Stizocera wagneri
- Stultutragus crotonaphilus
- Stultutragus poecilus
- Susuacanga octoguttata
- Sybilla coemeterii
- Sybilla integra
- Sydax stramineus
- Syllitus schajovskoii
- Tacyba tenuis
- Temnopis castanea
- Temnopis latifascia
- Temnopis martinezi
- Temnopis megacephala
- Terpnissa listropterina
- Tetraibidion aurivillii
- Tetraopidion mucoriferum
- Tetraopidion tetraophtalmum
- Tetroplon caudatum spp. caudatum, spp. nigricornis
- Thelgetra adusta
- Thelgetra latipennis
- Thoracibidion fasciiferum
- Thoracibidion flavopictum
- Thoracibidion lineatocolle
- Thyellocerus fulgidipennis
- Tippmannia bucki
- Tippmannia olivascens
- Tomopterus basimaculatus
- Tomopterus flavofasciatus
- Tomopterus larroides
- Tomopterus obliquus
- Tomopterus staphylinus
- Torneutes pallidipennis
- Trachelissa maculicollis
- Trachelissa opaca
- Trachyderes distinctus
- Trachyderes succinctus spp. succinctus, spp. duponti, spp. melzeri
- Tricheurymerus obscurus
- Tricheurymerus quadristigma
- Tropidion abditum
- Tropidion argentina
- Tropidion breviusculum
- Tropidion epaphum
- Tropidion fairmairei
- Tropidion flavum
- Tropidion fuscipenne
- Tropidion hermione
- Tropidion intermedium
- Tropidion investitum
- Tropidion personatum
- Tropidion pictipenne
- Tropidion salamis
- Tropidion signatum spp. signatum
- Tropidion vicinum
- Thrichocalydon havrylenkoi
- Tumiditarsus cicatricornis
- Unabiara nigerrima
- Unaiuba aulai
- Uncieburia quadrilineata
- Uncieburia rogersi
- Unxia gracilior
- Xenocompsa flavonitida
- Xylocaris oculata
- Xylocaris hirsutus
- Ygapema delicata
- Ygapema mulleri
- Ygapema plaumanni

#### Lamiinae
- Acanthoderes albitarsis
- Acrocinus longimanus
- Adesmus clathratus
- Adesmus divus
- Adesmus hemispilus
- Adesmus pulchellus
- Adesmus sexlineatus
- Adesmus verticalis
- Adetaptera maculata
- Adetaptera strandiella
- Adetus angustus
- Adetus nanus
- Adetus obliquatus
- Adetus pulchellus
- Adetus similis
- Adetus x-fasciatus
- Aerenea alvaradoi
- Aerenea brunnea
- Aerenea flavolineata
- Aerenea occulta
- Aerenea posticalis
- Aerenea quadriplagiata
- Aerenea sulcicollis spp. sulcicollis, spp. subsulcicollis
- Aerenica canescens
- Aerenicella spissicornis
- Aerenicopsis hubrichi
- Aerenicopsis perforata
- Aerenomera boliviensis
- Agaritha iolaia
- Alcidion albosparsus
- Alcidion humeralis
- Alcidion ludicrum
- Alphus similis
- Alphus tuberosus
- Anisocerus scopifer
- Anisopodus arachnoides
- Anisopodus melzeri
- Antodice juncea
- Antodice picta
- Antodice pinima
- Apagomerella versicolor
- Ataxia lineata
- Ataxia luteifrons
- Atelographus susanae
- Ateralphus dejeani
- Ateralphus senilis
- Ateralphus subsellatus
- Atrypanius albocinctus
- Atrypanius conspersus
- Azygocera picturata
- Bacuris sexvittatus
- Baryssinus marisae
- Bebelis acuta spp. acuta
- Bebelis lignosa
- Bebelis picta
- Bebelis pseudolignosa
- Bisaltes adustus
- Bisaltes argentiniensis
- Bisaltes bimaculatus
- Bisaltes montevidensis
- Bisaltes spegazzinii
- Bisaltes strandi
- Brachychilus scutellaris
- Cacostola brasiliensis
- Cacostola rothschildi
- Callia fulvocincta
- Callia pulchra
- Callia xanthomera
- Callisema socium
- Calolamia bicordifera
- Cherentes niveilateris
- Cicatrisestola flavicans
- Cicatrisestola humeralis
- Cipriscola fasciata
- Clavidesmus chicae
- Cleodoxus carinatus
- Colobothea dostalbergeri
- Colobothea fasciata
- Colobothea musiva
- Colobothea poecila
- Colobothea schmidti
- Colobothea seriatomaculata
- Colobothea simillima
- Colobothea strigosa
- Compsosoma perpulchrum
- Cosmotoma viridana
- Cosmotomidius setosus
- Cotyzineus bruchi
- Cuicirama spectabilis
- Cylicasta parallela
- Desmiphora cirrosa
- Desmiphora flavescens
- Desmiphora hirticollis
- Desmiphora intonsa
- Desmiphora lenkoi
- Desmiphora lineatipennis
- Desmiphora picta
- Desmiphoropsis variegata
- Dolichestola birai
- Dorcasta implicata
- Dryoctenes scrupulosus
- Emphytoeciosoma daguerrei
- Eranina argentina
- Eranina ciliata
- Eponina breyeri
- Estola albocincta
- Estola densepunctata
- Eupogonius lineolatus
- Eupogonius petulans
- Eupromerella propinqua
- Eupromerella pseudopropinquus
- Eusphaerium purpureum
- Eutrypanus dorsalis
- Exalphus gounellei
- Exalphus guaraniticus
- Exalphus leuconotus
- Falsestoloides tubericollis
- Gibbestoloides compacta
- Gounellea bruchi
- Grandateralphus tumidus
- Grandateralphus variegatus
- Gryllica picta
- Hammatoderus confusor
- Hastatis femoralis
- Hedypathes betulinus
- Hesycha inermicollis
- Hesycha variabilis
- Hesychotypa miniata
- Hemilophus dimidiaticornis
- Hemilophus unicolor
- Hippopsis gilmouri
- Hippopsis monachica
- Hippopsis pallida
- Holoaerenica multipunctata
- Holoaerenica obtusipennis
- Hoplistocerus iheringi
- Hoplistonychus bondari
- Hydraschema leptostyla
- Hylettus seniculus
- Hyperplatys argentinus
- Hypselomus cristatus
- Hypsioma gibbera
- Hypsioma hezia
- Hypsioma inornata
- Icimauna ciliaris
- Ischnolea bimaculata
- Itumbiara picticollis
- Itumbiara plumosa
- Lachaerus fascinus
- Laraesima scutellaris
- Laticranium mandibulare
- Leptocometes umbrosus
- Leptostylus gnomus
- Leptostylus neivai
- Leptostylus obscurellus
- Leptostylus perniciosus
- Lepturges inscriptus
- Lepturges laetus
- Lepturges batesi
- Lepturges canocinctus
- Lepturges comptus
- Lepturges fasciculatoides
- Lochmaeocles fasciatus
- Lochmaeocles sladeni
- Lophopoeum bruchi
- Lophopoeum timbouvae
- Lydipta pumilio
- Lypsimena fuscata
- Lypsimena nodipennis
- Macronemus filicornis
- Macropophora accentifer
- Malacoscylus cirratus
- Microplia agilis
- Microplia nigra
- Midamiella hecabe
- Myoxinus pictus
- Myoxomorpha vidua
- Nealcidion bicristatum
- Nealcidion bispinum
- Nealcidion bruchi
- Nealcidion cereicola
- Neobrachychilus consobrinus
- Neocolobura alboplagiata
- Neodillonia albisparsa
- Neoeutrypanus glaucus
- Neoeutrypanus sobrinus
- Neohebestola vitticollis
- Nesozineus bucki
- Nesozineus griseolus
- Nesozineus obscurus
- Nyctonympha punctata
- Nyssodrysina lignaria
- Nyssodrysternum amparense
- Obereoides joergenseni
- Oectropsis latifrons
- Oectropsis pusillus
- Oedopeza maculatissima
- Oedopeza ocellator
- Oedopeza umbrosa
- Oncideres bezarki
- Oncideres captiosa
- Oncideres dejeanii
- Oncideres germarii
- Oncideres glebulenta
- Oncideres guttulata
- Oncideres impluviata
- Oncideres miniata
- Oncideres ocularis
- Oncideres pepotinga
- Oncideres polychroma
- Oncideres saga
- Oncideres schreiteri
- Oncideres stillata
- Onychocerus aculeicornis
- Oreodera aerumnosa
- Oreodera glauca spp. glauca
- Oreodera lateralis
- Oreodera occulta
- Oreodera ohausi
- Oreodera quinquetuberculata
- Pachypeza pennicornis
- Penaherreraus pubicornis
- Pentheochaetes argentinus
- Pentheochaetes mysticus
- Pentheochaetes turbidus
- Peritrox denticollis
- Peritrox nigromaculatus
- Peritrox vermiculatus
- Phaea tomkovichi
- Phaula microsticta
- Phaula thomsoni
- Phoebe spegazzinii
- Phoebe tinga
- Piezochaerus bondari
- Piola quiabentiae
- Polyrhaphis argentina
- Polyrhaphis spinipennis
- Probatiomimus melzeri
- Probatiomimus signiferus
- Probatiomimus zellibori
- Prosenella muehni
- Psapharochrus brevicornis
- Psapharochrus cylindricus
- Psapharochrus jaspideus
- Psapharochrus juno
- Psapharochrus nigricans
- Psapharochrus piraiuba
- Pseudomecas femoralis
- Pseudophaula foersteri
- Pseudophaula pustulosa
- Pseudophaula strigulata
- Ptericoptus acuminatus
- Ptericoptus meridionalis
- Recchia acutipennis
- Recchia albicans
- Recchia distincta
- Recchia gemignanii
- Recchia hirticornis
- Recchia moema
- Recchia procera
- Rhaphiptera nodifera
- Rhaphiptera oculata
- Rosalba fimbriata
- Rumacon canescens
- Sangaris duplex
- Schreiteria bruchi
- Sporetus colobotheides
- Sporetus probatioides
- Steirastoma marmorata
- Steirastoma stellio
- Stereomerus pachypezoides
- Taeniotes amazonum
- Taeniotes boliviensis
- Tapeina coronata integra
- Tapeina melzeri
- Tapeina rudifrons
- Taurolema hirsuticornis
- Taurorcus chabrillacii
- Tessarecphora arachnoides spp. arachnoides
- Trachysomus arriagadai
- Trachysomus buquetii
- Trachysomus dromedarius
- Trachysomus fragifer
- Trestonia capreola
- Trichonyssodrys maculatus
- Tropidozineus pauper
- Tropidozineus vicinus
- Trypanidius dimidiatus
- Trypanidius proximus
- Tucales pastranai
- Tucumaniella brevipes
- Unelcus pictus
- Urangaua analis
- Urgleptes mancus
- Xenofrea anoreina
- Xenofrea obscura
- Xylergatoides asper
- Zeale nigromaculata

#### Zmorsznikowe(Lepturinae)
- Anastrangalia sanguinolenta
- Euryptera latipennis
- Strangalia fulvicornis
- Strangalia melanophthisis
- Strangalia melanura

#### Necydalinae
- Atelopteryx compsoceroides
- Callisphyris apicicornis
- Callisphyris leptopus
- Callisphyris macropus
- Callisphyris molorchoides
- Callisphyris odyneroides
- Hephaestion annulatus
- Hephaestion macer
- Hephaestion ocreatum
- Hephaestion violaceipennis
- Planopus laniniensis
- Stenorhopalus gracilipes
- Stenorhopalus gracilis
- Stenorhopalus rugosa

#### Pędele(Parandrinae)
- Acutandra araucana
- Parandra expectata
- Parandra tucumana
- Parandra glabra
- Parandra longicollis

#### Prioninae
- Acalodegma servillei
- Apterocaulus heterogama spp. heterogama, spp. durnfordii
- Callipogon armillatum
- Calocomus desmaresti
- Calocomus morosus
- Calocomus rugosipennis
- Charmallaspis pulcherrima
- Chorenta reticulatus
- Ctenoscelis acanthopus
- Ctenoscelis coeus
- Hileolaspis auratus
- Macrodontia flavipennis
- Mallodon spinibarbis
- Meroscelisus servillei
- Microplophorus calverti
- Microplophorus magellanicus
- Microplophorus penai
- Navosoma luctuosum
- Orthomegas jaspideus
- Physopleurus maillei
- Polyoza lacordairei
- Praemallaspis leucaspis
- Prionapterus breyeri
- Prionapterus staphilinus
- Prionapterus woltersi
- Prionacalus woytkowskii
- Pyrodes nitidus
- Sarifer flavirameus
- Strongylaspis batesi

#### Spondylidinae
- Arhopalus rusticus

### Cerophytidae
W Argentynie stwierdzono m.in:
- Phytocerum distinguendum
- Phytocerum golbachi
- Phytocerum minutum

### Cerylonidae
W Argentynie stwierdzono m.in:
- Cerylon argentinum
- Cerylon laterale
- Cerylon patens
- Cerylon wagneri
- Mychocerus discretus

### Chalcodryidae
W Argentynie stwierdzono m.in:
- Cyphaleus valdivianus

### Stonkowate(Chrysomelidae)
W Argentynie stwierdzono m.in:

#### Strąkowcowate(Bruchinae)
- Acanthoscelides longescutus
- strąkowiec fasolowy (Acanthoscelides obtectus)
- Amblycerus dispar
- strąkowiec grochowy (Bruchus pisorum)
- strąkowiec bobowy (Bruchus rufimanus)
- Callosobruchus maculatus
- Lithraeus elegans
- Lithraeus mutatus
- Megabruchidius tonkineus
- Megacerus eulophus
- Penthobruchus germaini
- Pseudopachymerina spinipes
- Rhipibruchus picturatus
- Scutobruchus ceratioborus
- Stator limbatus
- Stator tigrensis
- Zabrotes subfasciatus

#### Tarczykowate(Cassidinae)
- Acanthodes unca
- Acentroptera basilica
- Acromis spinifex
- Agenysa parellina
- Agroiconota stupidula spp. stupidula spp. luciventris
- Agroiconota tristriata
- Akantaka viridisignata
- Alurnus orbignyi
- Amythra reticulata
- Anepsiomorpha deplanata
- Anisostena daguerrei
- Anisostena promta
- Anisostena angustata
- Anisostena missionensis
- Anisostena bicoloriceps
- Baliosus conspersus
- Baliosus indutus
- Baliosus parvulus
- Baliosus rubiginosus
- Baliosus viridanus
- Brachycoryna notaticeps
- Bruchia sparsa
- Calyptocephala brevicornis
- Canistra irrorata
- Canistra plagosa
- Carlobruchia carbonaria
- Carlobruchia tricostata
- Cassida drewseni
- Cassida fuscovittata
- Cassida immersa
- Cassidinoma denticulata
- Cephaloleia funesta
- Cephaloleia marantae
- Cephaloleia maxima
- Cephaloleia tucumana
- Chalepotatus coarctatus
- Chalepus consimilis
- Chalepus cordiger
- Chalepus flexuosus
- Chalepus marginiventris
- Chalepus parananus
- Chalepus putzeysi
- Chalepus quadricostatus
- Chalepus sanguinicollis
- Chalepus scutellatus
- Chalepus subcordiger
- Chalepus wygodzinskyi
- Charidotella nigriceps
- Charidotella seriatopunctata
- Charidotis annulifera
- Charidotis circumscripta
- Charidotis consentanea
- Charidotis mansueta
- Charidotis marginella
- Charidotis rubrovittata
- Charidotis vitreata
- Charistena bergi
- Charistena elongaticeps niepewny
- Charistena ruficollis
- Chlamydocassis laticollis
- Chlamydocassis cribipennis
- Chlamydocassis metallica spp. metallica
- Chlamydocassis perforata
- Chelymorpha advena
- Chelymorpha cinctipennis
- Chelymorpha crucifera
- Chelymorpha guttula
- Chelymorpha indigesta
- Chelymorpha infaceta
- Chelymorpha inflata
- Chelymorpha klugi
- Chelymorpha nigricollis
- Chelymorpha patagonica
- Chelymorpha personata
- Chelymorpha polyspilota
- Chelymorpha puncticollis
- Chelymorpha reimoseri spp. reimoseri spp. informis
- Chelymorpha rufipennis
- Chelymorpha tucumana
- Chelymorpha variabilis
- Chelymorpha vittifera
- Cistudinella lateripunctata
- Cistudinella notata
- Cistudinella obducta
- Cnestispa darwini
- Coptocycla adamantina
- Coptocycla contemta
- Coptocycla dolosa
- Coraliomela brunnea
- Coraliomela brunnea
- Coraliomela quadrimaculata
- Cteisella blandidica
- Cteisella confusa
- Cteisella piceidorsis
- Deloyala cruciata
- Demotispa gomescostai
- Demotispa limbata
- Dorynota ensifera
- Dorynota gladiator
- Dorynota minima
- Dorynota monoceros
- Dorynota pugionota
- Echoma flava
- Echoma hyalina
- Echoma weyenberghi
- Eurypedus oblonga
- Heterispa costipennis
- Herissa pantherina
- Homalispa signata
- Hybosa acutangula
- Mecistomela marginata
- Mecistomela quadrimaculata
- Metriona argentina
- Metriona elatior
- Metriona rubicunda
- Metriona sexpunctata
- Metriona tenella
- Metriona trisignata
- Metriona virgo
- Microctenochira achardi
- Microctenochira aciculata
- Microctenochira sculpturata
- Nanocthispa atra
- Nonispa carlosbruchi
- Nuzonia conformis
- Nuzonia graminea
- Nuzonia lutescens
- Nuzonia spadicea
- Octhispa bivittacollis
- Octhispa diversicornis
- Octhispa elongata
- Octhispa flexuosa
- Octhispa fossulata
- Octhispa gemmata
- Octhispa gracilis
- Octhispa spitzi
- Octuroplata octopustulata
- Octuroplata octosignata
- Octuroplata walkeri
- Oediopalpa negligens
- Oediopalpa pertyi
- Oediopalpa testaceipes
- Omocerus cornuta
- Orexita picta
- Oxychalepus anchora
- Oxychalepus bisignatus
- Oxychalepus externa
- Physocoryna scabra
- Plagiometriona flavescens
- Polychalca platynota
- Polychalma bicornuta
- Polychalma intermedia
- Probaenia crenata
- Probaenia fasciata
- Probaenia grayi
- Probaenia variolaris
- Probaenia venusta
- Pseudispa bruchi
- Pseudispa clara
- Saulaspis bistrilineata
- Saulaspis graphica
- Sceloenopla donckieri
- Sceloenopla pretiosa
- Stenispa gemignanii
- Stenispa parallela
- Stenispa proxima
- Stenispa rosariana
- Stenispa sulcatifrons
- Stenispa vianai
- Sternolispa triformis
- Sternostena basalis
- Sternostena laeta
- Sternostena varians
- Sternostenoides daguerrei
- Stethispa bruchi
- Stethispa crenutula
- Stilpnaspis argentina
- Stolas bipunctata
- Stolas bruchi
- Stolas cribrum spp. cribrum spp. argentina
- Stolas exarata
- Stolas fuscata spp. fuscata spp. unicolor
- Stolas ingrata
- Stolas prolixa
- Stolas sulcipennis
- Stolas testudinaria
- Stolas angulata
- Stolas bonariensis
- Stolas bruchi
- Stolas cancellata
- Stolas chacoana
- Stolas decempustulata
- Stolas decemverrucata
- Stolas ducalis
- Stolas duodecimverrucata
- Stolas fastidita
- Stolas finitima
- Stolas guttipennis
- Stolas histrio
- Stolas impressipennis
- Stolas miniata
- Stolas missionea
- Stolas octoplagiata
- Stolas octopustulata
- Stolas ornata
- Stolas pantherina
- Stolas paraguayana
- Stolas planipennis
- Stolas porcata
- Stolas praefic
- Stolas proxima
- Stolas quatuordecimplagita
- Stolas rubroguttata
- Stolas saltaensis
- Stolas sedecimpustulata
- Stolas subnervosa
- Stolas tesselata
- Stolas texta
- Stolas vittifera
- Stolas bistigma
- Stolas vicina
- Stolas corticina
- Stolas antiqua
- Stolas antiqua
- Stolas bistigma
- Stolas casta
- Stolas chalybaea
- Stolas festiva
- Stolas funebris
- Stolas inaurata
- Stolas indigacea spp. arrogans spp. lacordairei spp. lacordairei spp. tucumana spp. subrugosa
- Stolas plagicollis
- Stolas quadriplagiata
- Stolas silbermanni
- Stolas thalassina
- Stolas thoreyi
- Stolas verecunda
- Stolas vicina
- Stolas vidua
- Sumitrosis bruchi
- Sumitrosis chacoensis
- Sumitrosis difficulis
- Sumitrosis fuscicornis
- Sumitrosis picta
- Sumitrosis testacea
- Tapinaspis annulus
- Temnochalepus insolitus
- Temnochalepus lugubris
- Uroplata atricornis
- Uroplata bilineata
- Uroplata bipunctaticollis
- Uroplata coarctata
- Uroplata daguerrei
- Uroplata ferruginea
- Uroplata fiebrigi
- Uroplata girardi
- Uroplata irregularis
- Uroplata jucunda
- Uroplata kuntzoni
- Uroplata maculicollis
- Uroplata minuscula
- Uroplata nigritarsus
- Uroplata ogloblini
- Uroplata planiuscula
- Uroplata reducta
- Uroplata serrulata
- Xenochalepus bajulus
- Xenochalepus faustus
- Xenochalepus festivus
- Xenochalepus fiefrigi
- Xenochalepus guerini
- Xenochalepus jacobi
- Xenochalepus media
- Xenochalepus pugillus
- Xenochalepus tandilensis
- Xenochalepus trilineatus
- Xenochalepus viridiceps
- Xenochalepus vittatipennis
- Xenochalepus bicostatus
- Xenochalepus haroldi
- Xenochalepus holdhausi
- Xenochalepus phaseoli
- Zatrephina imperialis

#### Chrysomelinae
- Calligrapha multiplagata
- Calligrapha polyspila
- Chrysolina hyperici
- Cryptostetha circumpuncta
- Cryptostetha viridiopaca
- Desmogramma nigripes
- Desmogramma semifulva
- Desmogramma striatipennis
- Deuterocampta duodecimmaculata
- Deuterocampta quadrijuga
- Doryphora reticulata
- Doryphora approximata
- Doryphora fervida
- Doryphora flavozonata
- Doryphora histrio
- Doryphora nigropunctata
- Doryphora tesseraria
- Eustilodes decemguttata
- Isostilodes quadrijuga
- Labidomera circumpuncta
- Labidomera dolabrata
- Labidomera notatifrons
- Lioplacis paupera
- Microtheca ochroloma
- Microtheca punctigera
- Microtheca semilaevis
- Microtheca vittata
- Phaedon affine
- Phaedon bonariense
- Phaedon consimile
- Phaedon cyanopterum
- Pixis proteus[
- Plagiodera erythroptera
- Plagiodera jucunda
- Plagiodera viridipennis
- Planagetes plagata
- Planagetes variabilis
- Planagetes vittata
- Stichotaenia mundula
- Stichotaenia nitidissima
- Stichotaenia quadrisignata
- Strichosa eburata
- Zygogramma argentinensis
- Zygogramma burmeisteri
- Zygogramma deleta
- Zygogramma flavivittis
- Zygogramma marginicollis
- Zygogramma personata
- Zygogramma sextaeniata
- Zygogramma virgata

#### Criocerinae
- Lema apicalis
- Lema bilineata
- Lema crucifera
- Lema dejeani
- Lema discicollis
- Lema histrionica
- Lema munda
- Lema orbignyi
- Lema patagonica
- Lema porcata
- Lema proxima
- Lema quadrivittata
- Lema quinquemaculata
- Lema rufolimbata
- Lema xanthopus
- Plectonycha brochoni
- Plectonycha correntina
- Plectonycha immaculata

#### Cryptocephalinae
- Aereoma angularis
- Aratea costata
- Aulacochlamys costicollis
- Babia elongata ssp. guerini
- Babia elongata
- Chlamisus achalay
- Chlamisus aeronauticus
- Chlamisus apricarius
- Chlamisus hirtus
- Chlamisus hispidulus
- Chlamisus melochiae
- Chlamisus puncticollis
- Chlamisus scortillus
- Chlamisus sidae
- Chlamisus vianai
- Coscinoptera argentina
- Coscinoptera euryscopoides
- Coscinoptera humeralis
- Coscinoptera nigerrima
- Coscinoptera tibialis
- Cryptocephalus acuminatus
- Cryptocephalus argentinus
- Cryptocephalus bivitticollis
- Cryptocephalus carbonarius
- Cryptocephalus crassicollis
- Cryptocephalus fusculus
- Cryptocephalus incommodus
- Cryptocephalus misellus
- Cryptocephalus subaenescens
- Cryptocephalus tucumanensis
- Cylindrodacrys cleroides
- Dachrys complexa
- Dachrys cruciata
- Dachrys gracilis
- Dachrys manca
- Dachrys succincta
- Dinopthalma amplicollis
- Dinopthalma excubitrix
- Euryscopa auropilosa
- Euryscopa terebellum
- Fulcidax bacca
- Griburius bilineolatus
- Griburius conspurcatus
- Griburius cultus
- Griburius fastidiosus
- Griburius octoguttatus
- Griburius persimilis
- Helioscopa varians spp. angusticollis spp. varians
- Ischiopachys cribripennis
- Lexiphanes anthracinus
- Lexiphanes biplagiatus
- Lexiphanes caenobita
- Lexiphanes consimilis
- Lexiphanes ebeninus
- Lexiphanes flavifrons
- Lexiphanes granariuus
- Lexiphanes modestus
- Lexiphanes nigritulus
- Lexiphanes ornatipennis
- Lexiphanes saucius
- Megalostomis lacordairei
- Megalostomis grossa
- Megalostomis univittata
- Megalostomis bubalus ssp. bubaloides
- Megalostomis gazella
- Megalostomis kollari
- Megalostomis lacordairei
- Metallactus albipes
- Metallactus albopictus
- Metallactus argentinensis
- Metallactus generosus
- Metallactus inustus
- Metallactus luniger
- Metallactus nigrofasciatus
- Metallactus patagonicus
- Metallactus pollens
- Metallactus semipurpureus
- Mylassa crassicollis
- Mylassa rubronotata
- Pachybrachis foetida
- Pachybrachis gayi
- Pachybrachis mysticus
- Pachybrachis nigronotata
- Pachybrachis xanthogrammus
- Pnesthes instabilis
- Pseudochlamys seminigra
- Stegnocephala discoidalis
- Stereoma angularis
- Stereoma clitellata burmeisteri
- Stereoma clitellata spp. concolor spp. clitellata
- Stereoma concolor
- Stereoma laevicolli spp. bosqui spp. laevicollis
- Temnodachrys gayi
- Temnodachrys aeneofasciata
- Temnodachrys aphodioides
- Temnodachrys hybrida
- Temnodachrys quichua
- Temnodachrys signatipennis
- Themesia auricapilla
- Urodera bergi
- Urodera fallax
- Urodera hamatifera
- Urodera laevicollis
- Urodera manca
- Urodera sobrina
- Urodera vau

#### Eumolpinae
- Agbalus strigicollis
- Agrianes viridiaenea
- Agrosterna buphthalma
- Balya jacobyi
- Balya picta
- Chalcophana hilaris
- Chalcophana lineata
- Chalcophana verecund
- Colaspis aenea
- Colaspis aerea
- Colaspis aeruginosa
- Colaspis auripennis
- Colaspis bidenticollis
- Colaspis chlorites
- Colaspis costipennis
- Colaspis denticollis
- Colaspis erratica
- Colaspis exarata
- Colaspis foveolata
- Colaspis gemmingeri
- Colaspis hypochalcea
- Colaspis interstitialis
- Colaspis lebasi
- Colaspis maculipes
- Colaspis porosa
- Colaspis prasina
- Colaspis strigata
- Colaspis sulphuripes
- Colaspis suturalis
- Colaspis tucumanensis
- Colaspis varia
- Colaspoides mera
- Endocephalus lineatus
- Eumolpus alutaceus
- Eumolpus clavipalpus
- Eumolpus ignitus
- Eumolpus surinamensis
- Hylax dives
- Hylax varicolor
- Iphimeis dives
- Myochrous figueroae
- Nodonota argentinensis
- Nodonota cuprescens
- Nodonota denticollis
- Nodonota oblonga
- Lepronota striatopilosa
- Megascelis satrapa
- Metaxyonycha auripennis
- Metaxyonycha retifera
- Metaxyonycha tarsata
- Metaxyonycha tricolor
- Metaxyonycha vianai
- Neocolaspis tarsata
- Paria subaenea
- Paria canella
- Psathyrocerus fulvipes
- Psatyrocerus lineolatus
- Psatyrocerus oblongus
- Spintherophyta cupricollis
- Spintherophyta gracilis
- Typophorus kirbyi
- Typophorus nigritus

#### Galerucinae
- Agasicles connexa
- Altica bellula
- Altica boliviana
- Altica flavipes
- Altica transversa
- Cacoscelis abdominalis
- Cacoscelis lucens
- Cacoscelis melanoptera
- Caeporis maculicollis
- Caeporis marginata
- Caeporis stigmula
- Chaetocnema fuscipes
- Chaetocnema lucidula
- Chlamophora opacicollis
- Coelomera aerata
- Crepidodera curtula
- Crepidodera vestita
- Crimissa cruralis
- Diabrotica bertonii
- Diabrotica bivittula
- Diabrotica bruchii
- Diabrotica exclamationis
- Diabrotica limitata
- Diabrotica marginata
- Diabrotica moseri
- Diabrotica nordenskioldi
- Diabrotica quindecinpunctata
- Diabrotica rufolimbata
- Diabrotica separata
- Diabrotica significata
- Diabrotica speciosa
- Diabrotica tucumanensis
- Diabrotica viridula
- Diabrotica vittigera
- Diphaulaca angularis
- Diphaulaca cordovana
- Disonycha argentinensis
- Disonycha bicarinata
- Disonycha caustica
- Disonycha conjuncta
- Disonycha copulata
- Disonycha interlineata
- Disonycha prolixa
- Epitrix argentinensis
- Epitrix tincticollis
- Epitrix vestita
- Exora quadripustulata
- Galerucella brevicornis
- Galerucella fulvonigra
- Galerucella interrupta
- Galerucella murina
- Galerucella obliterata
- Kuschelina decorata
- Longitarsus brunnipes
- Longitarsus frontalis
- Longitarsus mendax
- Longitarsus vicarius
- Luperodes bruchii
- Monocesta parallela
- Monocesta tarsalis
- Monomacra argentinensis
- Monomacra baeri
- Monomacra decorata
- Monomacra discicollis
- Monomacra maculicollis
- Monomacra nigriceps
- Monomacra nigricornis
- Monomacra posticata
- Monomacra rufobrunnea
- Monomacra varicornis
- Oedionychus argentinensis
- Oedionychus bergi
- Oedionychus bipunctulatus
- Oedionychus burmeisteri
- Oedionychus circumdata
- Oedionychus decoratus
- Oedionychus dejeani
- Oedionychus formosus
- Oedionychus haagi
- Oedionychus lateralis
- Oedionychus lineolus
- Oedionychus nigrovittatus
- Oedionychus oculans
- Oedionychus opimus
- Oedionychus rugiceps
- Oedionychus semifasciatus
- Oedionychus similis
- Oedionychus vigintiseptemmaculatus
- Oedionychus zebratus
- Omophoita corusca
- Omophoita gomesi
- Omophoita octoguttata
- Platiprosopus acutangula
- Prasona haroldi
- Procalus mutans
- Protopsilapha germaini
- Protopsilapha signata
- Pseudogona argentinensis
- Pseudogona discoidalis
- Rhinotmetus bruchi
- Scelolyperus flavus
- Schematiza emarginata
- Schematiza flavofasciata
- Schematiza praeusta
- Systena argentinensis
- Systena exclamationis
- Systena interrogationis
- Systena punctatissima
- Systena testaceovittata
- Systena ustulata
- Trichaltica saltensis
- Trichaltica setipennis
- Xanthogaleruca luteola

#### Sagrinae
- Atalasis sagroides

#### Spilopyrinae
- Hornius sulcifrons

### Ciidae
W Argentynie stwierdzono m.in:
- Cis biramosa
- Cis bonariensis
- Cis boxi
- Cis longispilis
- Cis semipallida
- Cis striatopunctata
- Ennearthron argentinum
- Ennearthron cylindricum
- Ennearthron simplicicorne
- Orthocis platensis
- Xestocis platensis
- Xylographus rufipes

### Clambidae
W Argentynie stwierdzono m.in:
- Clambus argentinus
- Clambus neglectus
- Clambus subparis

### Przekraskowate(Cleridae)
W Argentynie stwierdzono m.in:

- Aphelocerus acanthus
- Apolopha fryana
- Apolopha reichei
- Axina analis
- Calendyma chiliensis
- Calendyma multiguttata
- Corinthiscus insignicornis
- Cregya bruchi
- Cregya contaminata
- Cregya vitticeps
- Cregya vittipennis
- Dasyteneclines dasytoides
- Enoclerus felix
- Enoclerus femoralis
- Enoclerus miniatus
- Enoclerus minutus
- Enoclerus nigriventris
- Enoclerus scenicus
- Enoclerus triplagiatus
- Enoclerus versicolor
- Enoclerus wagneri
- Epiclines basalis
- Epiclines pallidipes
- Epiclines trimaculata
- Epiclines wittmeri
- Epiphloeus balteatus
- Eurymetomorphon biguttatus
- Eurymetomorphon inaequalicolle
- Eurymetopum eburneocinctum
- Eurymetopum frigidum
- Eurymetopum fulvipes
- Eurymetopum iridescens
- Eurymetopum maculatum
- Eurymetopum modestum
- Eurymetopum obscurum
- Eurymetopum paralellum
- Eurymetopum prasinum
- Eurymetopum rubidum
- Eurymetopum semiprasinus
- Eurymetopum semirufus
- Eurymetopum viride
- Exochonotus barrigai
- Exochonotus latus
- Exochonotus tuberculatus
- Isolemidia bipunctata
- Lasiodera rufipes
- Natalis wagneri
- Necrobia fusca
- Necrobia ruficollis
- Necrobia rufipes
- Pelonium amoenus
- Pelonium atronotatum
- Pelonium fasciculatum
- Pelonium fugax
- Pelonium geniculatum spp. geniculatum spp. seminiger
- Pelonium multinotatum
- Pelonium scoparium
- Pelonium tarsale
- Phyllobaenus baeri
- Phyllobaenus basalis
- Phyllobaenus bonariensis
- Phyllobaenus bruchi
- Platynoptera tucumanensis
- Priocera quadrinotata
- Pyticeropsis bruchi
- Pyticeropsis wagneri
- Riotenerus fossipenne
- Silviella nudatum
- Silviella pehuen
- Solervicensia basipennis
- Solervicensia ovatus
- Tarsostenus univittatus

### Biedronkowate(Coccinellidae)
W Argentynie stwierdzono m.in:

- Adalia angulifera
- biedronka dwukropka (Adalia bipunctata)
- Adalia deficiens
- Adira obscurocincta
- Azya luteipes
- Azya bioculata prawdopodobnie
- Brachiacantha australis
- Brachiacantha bruchi
- Brachiacantha sellata
- Calloeneis signata
- Chilocorus bipustulatus
- Chnoodes brasiliensis
- Clitostethus arcuatus
- Clypeaspis trilineata
- Coccidophilus aimogastaensis
- Coccidophilus barrigai
- Coccidophilus citricola
- Coccidophilus transandinus
- Coccidophilus vandenbergae
- Coleomegilla maculata
- Coleomegilla quadrifasciata
- Cranoryssus variegatus
- Cryptolaemus montrouzieri
- Curinus coeruleus
- Cycloneda ancoralis
- Cycloneda boliviana
- Cycloneda chilena
- Cycloneda conjugata
- Cycloneda disconsolata
- Cycloneda emarginata
- Cycloneda eryngii
- Cycloneda erythroptera
- Cycloneda fulvipennis
- Cycloneda germainii
- Cycloneda lacrimosa
- Cycloneda limbicollis
- Cycloneda lorata
- Cycloneda lucasii
- Cycloneda pulchella
- Cycloneda puncticollis
- Cycloneda sanguinea
- Cycloneda sicardi
- Cycloneda zischkai
- Cyra ferruginiceps
- Cyra scapulata
- Delphastus argentinicus
- Dilatitibialis ceciliae
- Dilatitibialis edna
- Dilatitibialis guttipennis
- Dilatitibialis hybridula
- Dilatitibialis tiffany
- Diomus agapitus
- Diomus faustinus
- Diomus jane
- Diomus panghongae
- Diomus petronilla
- Diomus pusillus
- Diomus seminulus
- Diomus tenuis
- Diomus tucumanus
- Epilachna albovittata
- Epilachna cacica
- Epilachna eusema
- Epilachna paenulata
- Epilachna pastica
- Epilachna patricia
- Epilachna punctatissima
- Epilachna sellata
- Epilachna vigintioctopunctata
- Eriopis connexa
- Eriopis eschscholtzi
- Eriopis magellanica
- Eriopis minima
- Eupalea reinhardti
- Exoplectra fulgurata
- Exoplectra funebris
- biedronka azjatycka (Harmonia axyridis)
- Harmonia quadripunctata
- Heterodiomus apparitorius
- Heterodiomus celestine
- Heterodiomus darwini
- Hippodamia convergens
- Hippodamia variegata
- Hyperaspis abscondita
- Hyperaspis bisignata
- Hyperaspis conclusa
- Hyperaspis elegantissima
- Hyperaspis festiva
- Hyperaspis funesta
- Hyperaspis germainii
- Hyperaspis gordoni
- Hyperaspis lanatii
- Hyperaspis longula
- Hyperaspis matronata
- Hyperaspis prolata
- Microweisea capsularis
- Mononeda marginata
- Neda callispilota
- Neda tredecimsignata
- Neocalvia anastomozans
- Neocalvia dentatofasciata
- Neorhizobius barrigai
- Neorhizobius vianai
- Nephaspis convexa
- Nephaspis picturata
- Nothocolus biimpressus
- Nothocolus germaini
- Nothocolus indefinitus
- Nothocolus sicardi
- Olla v-nigrum
- Orynipus chilensis
- Orynipus darwini
- Orynipus kuscheli
- Paracranoryssus chilianus
- Parastethorus histrio
- Pentilia egena
- Prodiloides bipunctata
- Psyllobora bicongregata
- Psyllobora confluens
- Psyllobora evanescens
- Psyllobora hybrida
- Psyllobora picta
- Psyllobora plaumanni
- Rhyzobius lophantae
- Rodolia cardinalis
- Scymnus bicolor
- Scymnus citreus
- Scymnus loewii
- Scymnus pictilis
- Scymnus rubicundus
- Serratitibia uncinata
- Spilindolla vigintiduonotata
- Stenadalia marieae
- Stenadalia nigrodorsata
- Stenadalia nordenskjoldi
- Stenadalia peregrina
- Tenuisvalvae deyrrollei
- Tenuisvalvae rosariensis
- Toxotoma jujuyi
- Zagloba beaumonti
- Zagreus bimaculosus
- Zagreus jordani prawdopodobnie

### Corylophidae
W Argentynie stwierdzono m.in:
- Arthrolips semilunaris
- Corylophodes nanus
- Molamba orbicularis
- Orthoperus platensis
- Rhypobius punctum
- Sacium similare

### Zatęchlakowate(Cryptophagidae)
W Argentynie stwierdzono m.in:
- Atomaria argentina
- Chiliotis formosa
- Araeostenus basalis
- Themephisus nitidus

### Cupedidae
W Argentynie stwierdzono m.in:
- Prolixocupes latreillei

### Ryjkowcowate(Curculionidae)
W Argentynie stwierdzono m.in:

#### Baridinae
- Anatorcus argenteus
- Anopsilus oblongus
- Anopsilus parvulus
- Anopsilus striatipennis
- Antesis lineatula
- Antesis rugosipennis
- Antesis sparsa
- Anthobaris rugosicollis
- Azygides testaceus
- Baptobaris carnifex
- Baptobaris ruficollis
- Baris argentinica
- Baris beckeri
- Baris bosqi
- Baris catamarcaensis
- Baris cordobaensis
- Baris erythropus
- Baris mendozensis
- Baris reflexa
- Baris rustica
- Baris santafea
- Baris vianai
- Camopsis bosqi
- Cavibaris brasiliensis
- Centrinopus delicatulus
- Centrinus argentinensis,
- Centrinus modicus
- Chepagra amplicollis
- Chepagra rubricata
- Cercobaris convexipennis
- Coelonertus bruchi
- Coelonertus diversesquamulatus
- Conoproctus biplagiatus
- Coelonertus elegantulus
- Cylindrocerinus minutissimus
- Cylindrocerus brevis
- Cymatobaris impressifrons
- Demoda bridarollii
- Demoda kuscheli
- Demoda vittata
- Diastethus grossepunctatus
- Dimesus paranensis
- Dimesus rubricatus
- Diorymeropsis humilis
- Diorymeropsis irrita
- Diorymerus pulvinatus
- Dissopygus metallescens
- Eugymnobaris bosqi
- Eugymnobaris bruch
- Eurhinus adonis
- Eurhinus argentinensis
- Eurhinus ascensionensis
- Eurhinus cupratus
- Eurhinus festivus
- Eurhinus purpureus
- Eurhinus thalassinus
- Eurhinus viridis
- Garnia stegotopsides
- Geraeus argentinicus
- Geraeus aureomicans
- Geraeus brachyceps
- Geraeus griseoniger
- Geraeus pumilus
- Geraeus tucumanicus
- Glyptobaris viduata
- Groatus ferrugineus
- Hiotus gentilis
- Hiotus rubripes
- Hiotus semirufus
- Hispibaris albosetosa
- Iops bicolor
- Iops cribricollis
- Iops iotomioideus
- Iops latitarsis
- Iopsidaspis oblongula
- Ladustaspis citriventris
- Laurentius bruchi
- Laurentius villosulus
- Leptoschoinus fucatus
- Lichnus bipunctatus
- Lichnus crassirostris
- Lichnus longulus
- Lichnus rubricollis
- Linogeraeus bosqi
- Linogeraeus expansus
- Linogeraeus hirtellus
- Linogeraeus modestus
- Linogeraeus perscitus
- Linogeraeus persimilis
- Linogeraeus postmaculatus
- Linogeraeus urbanus
- Linogeraeus vianai
- Linogeraeus viduatus
- Linomadarus bridarollii
- Linomadarus discalis
- Liobaridia distinguenda
- Liobaridia dubitabilis
- Liobaridia punctatella
- Liobaridia vicina
- Lipancylus rufus
- Lipancylus semirufus
- Loboderes flavicornis
- Madaropsis cicumcincta
- Megabaris quadriguttata
- Lipancylus subglaber
- Madarellus denieri
- Madarellus singularis
- Madarellus vinaceus
- Megavallius binotatus
- Megavallius paulistanus
- Melampius basalis
- Mesothanius coelosternoides
- Methyorrhina hirsutipennis
- Methyorrhina seriatosetulosa
- Microrhinus grandis
- Microrhinus striatus
- Neogivenius cylindroides
- Nertinus suturalis
- Nicentrus circumcinctus
- Nicentrus elegans
- Nicentrus episternalis
- Nicentrus fallax
- Nicentrus robustus
- Nicentrus viduatus
- Nicentrus viduatus
- Notesiaspis rubiginosa
- Odontobaris kuscheli
- Odontobaris versicolor
- Opseobaris alba
- Ovanius brevipennis
- Ovanius minutus
- Ovanius niger
- Ovanius picipennis
- Ovanius rubricus
- Pachycentrinus convexicollis
- Pachytheantis crassicornis
- Palistes albofasciatus
- Palocopsis vagans
- Parallelosomus ferrugineus
- Parallelosomus semirufus
- Paramadarus complexus
- Paranathaniops subfasciatus
- Parasaldius ruficornis
- Parasomenes curvirostris
- Parasomenes bicolor
- Parasomenes conicollis
- Parasomenes curvirostris
- Parasomenes rufitarsis
- Parisoschoenus obesulus
- Polpones sexmaculatus
- Prosaldius castaneus
- Prosaldius rufus
- Prosaldius saccharinus
- Pseudobaris curvipes
- Pseudobaris grandis
- Pseudobaris longicollis
- Pseudocentrinus sparsus
- Pseudotorcus cylindricus
- Pseudotorcus rufipes
- Scirpicola chilensis
- Sibariops longithorax
- Sibariops pusillus
- Sindesus ruber
- Solenosternus coelestis
- Solenosternus denieri
- Solenosternus densepunctatus
- Solenosternus dubitabilis
- Solenosternus foveifrons
- Solenosternus nigerrimus
- Solenosternus oblongulus
- Strongylotes lemniscatus
- Strongylotes squamans
- Telemus amplicollis
- Thaliabaris argentinensis
- Thaliabaris fasciata
- Thaliabaris longula
- Thaliabaris maculata
- Thaliabaris nigra
- Thanius rufipes
- Thanius sculpturatus
- Thestonia contracta
- Thestonia obesa
- Thestonia unicolor
- Tonesia argentinica
- Torcobius canaliculatus
- Torcus cinereus
- Torcus griseus
- Torcus humeralis
- Torcus longirostris
- Torcus luteolus
- Torcus nigricornis
- Torcus nigrinus
- Torcus nitidulus
- Torcus pilipennis
- Torcus sanguineus
- Torcus variabilis
- Weiseriella erirrhinoides
- Weiseriella subrectirostris
- Xystus rasilis
- Xystus sanguinicollis
- Xystus spinicollis
- Zyzzyva rufula

#### Ceutorhynchinae
- Auleutes bosqi
- Ceutorhinchus argentinensis
- Hypocoeliodes albovarius
- Hypocoeliodes bruchi
- Hypocoeliodes ganglionus
- Hypocoeliodes modestus
- Hypocoeliodes quadrituberculatus
- Hypocoeliodes quadrituberculatus
- Hypurus bertrandi

#### Conoderinae
- Copturus aurivillianus
- Copturosomus nasutus
- Copturomorpha nigricornis
- Copturomorpha signatella
- Cratosomus helleri
- Cratosomus fasciatopunctatus
- Cratosomus sticticus
- Cratosomus reidi
- Cratosomus phaleratus
- Cratosomus bispinosus
- Cratosomus multipunctatus
- Cratosomus morosus
- Cratosomus bosqi
- Cratosomus corbyi
- Cratosomus hoplites
- Cratosomus lentiginosus
- Cratosomus sticticus
- Eulechriops lizeri
- Eulechriops manihoti
- Eulechriops obscurus
- Lechriops tucumanensis
- Philinna gibbicollis
- Piazurus ciliatus
- Trichodocerus antiquus

#### Trzenie(Cossoninae)
- Araucarius major
- Cossonus argentinensis
- Cossonus bulbirostris
- Cossonus longinasus
- Cossonus planus
- Cossonus pyrirostris
- Cossonus semirufus
- Cossonus spathula
- Eurycorynes fossus
- Pentharthrum argentinensis
- Pentharthrum curvum
- Pselactus spadix
- Pseudopentarthrum mativorus
- Rhinanisus punctifrons
- Stenancylus boliviensis
- Stenancylus platensi

#### Cryptorhynchinae
- Acalles cristatiger
- Acalles rudipennis
- Acalles tigreanus
- Acalles tristis
- Apteromechus notatus
- Coelosterninus longipennis
- Cophes tricolor
- Crematogasterobius haywardi
- Cryptorhynchus bohemani
- Cryptorhynchus palpebra'
- Cylindrothecus triplagiatus
- Epicirrus longimanus
- Episcirrus curvifrons
- Episcirrus longimanus
- Episcirrus propugnator
- Episcirrus subsellatus
- Eubulus albopictus
- Eubulus boliviensis
- Eubulus diversipes
- Eubulus miniatus
- Eubulus notaticollis
- Eubulus tenuicornis
- Eubulus tigrensis
- Eutinobothrus brasiliensis
- Eutinobothrus denticulatus
- Eutinobothrus pilosellus
- Faustinus cubae
- Macromerus adspersoides
- Macromerus crinitarsis
- Merocnemus binotatus
- Metriophilus flavogriseus
- Neodiplogrammus amoenus
- Neodiplogramus quadrivittatus
- Phymatophosus akestra
- Phymatophosus albocaudatus
- Phymatophosus scapularis
- Phymatophosus verutus
- Phyrdenus boliviensis
- Phyrdenus divergens
- Phyrdenus muriceus
- Philonis crucifer
- Rhyephenes humeralis
- Rhyephenes maillei
- Semnorhynchus trivialis
- Staseas variolosus
- Sternocoelus argentinus
- Thegilis austera
- Troezon clitellarius
- Tyloderma aeneum
- Tyloderma brassicae
- Tyloderma cupreum
- Tyloderma elegantulum
- Tyloderma fasciatum
- Tyloderma foveostriatum
- Tyloderma inaequalis
- Tyloderma metallicum
- Tyloderma nigromaculatum
- Tyloderma obliquatum
- Tyrannion granulatum

#### Curculioninae
- Achia hustachei
- Anchylorhynchus aegrotus
- Anchylorhynchus bicolor
- Anchylorhynchus burmeisteri
- Anchylorhynchus minimus
- Anchylorhynchus pictipennis
- Anchylorhynchus tremolerasi
- Anchylorhynchus variabilis
- Anchylorhynchus vittipennis
- Andranthobius argentinensis
- Anthonomus berberidis
- Anthonomus bruchi
- Anthonomus dentipes
- Anthonomus dentipes
- Anthonomus gracilicornis
- kwieciak bawełniany (Anthonomus grandis)
- Anthonomus kuscheli
- Anthonomus obliquatus
- Anthonomus ornatus
- Anthonomus paraguayanus
- Anthonomus pimentai
- Anthonomus plaga
- Anthonomus postscutellatus
- Anthonomus riparius
- Anthonomus rubricosus
- Anthonomus signatipennis
- Anthonomus sisymbrii
- Anthonomus sulcicollis
- Anthonomus tenebrosus
- Celetes brevitarsis
- Celetes faldermanni
- Celetes trithrinacis
- Chelotonyx hirsutus
- Epaetius carinulatus
- Epembates callidus
- Ephelops rufus
- Erodiscus obidensis
- Erodiscus proximus
- Gonipterus scutellatus
- Hammatostylus parallelus
- Loncophorus obliquus
- Ludovix fasciatus
- Macrorhoptus australis
- Macrorhoptus nigritus
- Myrmex pilosus
- Myrmex spegazzinii
- Neopsilorhinus valdivianus
- Neopsilorhinus variegatus
- Nothofaginus lineaticollis
- Odontopus nigrispinis
- Odontopus villosulus
- Omoides flavipes
- Omoides humeralis
- Omoides validus
- Piazorhinus castaneus
- Piazorhinus centralis
- Planus barbatus
- Plocetes falconiger
- Plocetes forcipiger
- Plocetes maniola
- Plocetes pegasus
- Plocetes seriatus
- Plocetes singularipes
- Prionobrachium bimaculatum
- Prionobrachium fuscum
- Pristimerus opiparis
- Pristimerus opiparis
- Rhopalomerus tenuirostris
- Sibinia aculeola
- Sibinia algarobilla
- Sibinia americana
- Sibinia argentinensis
- Sibinia aspersa
- Sibinia asulcifera
- Sibinia concava
- Sibinia ferruginosa
- Sibinia geminata
- Sibinia griseoides
- Sibinia laticauda
- Sibinia mastuerzo
- Sibinia ochreosa
- Sibinia peruana
- Sibinia pilosella
- Sibinia prolata
- Sibinia sellata
- Sibinia seminicola
- Sibinia subulirostris
- Sibinia tintitaco
- Smicronyx argentinensis
- Tachygonus argentinus
- Tachygonus bicoloripes
- Tachygonus martinezi
- Tachygonus monrosi
- Tachygonus ogloblini
- Tachygonus riggii
- Themeropis grisescens
- Wittmerius longirostris

#### Cyclominae
- Acrostomus bruchi
- Acrostomus cruralis
- Acrostomus foveicollis
- Acrostomus griseus
- Acrostomus vianai
- Aegorhinus bulbifer
- Aegorhinus delfini
- Aegorhinus nodipennis
- Aegorhinus oculatus
- Aegorhinus silvicola
- Aegorhinus superciliosus
- Aegorhinus trasandinus
- Aegorhinus vitulus
- Alastoropolus strumuosus
- Antarctobius germaini
- Antarctobius hyadesii
- Antarctobius lacunosus
- Falklandiellus suffodens
- Falklandius antarcticus
- Falklandius turbificatus
- Germainiellus dentipennis
- Germainiellus fulvicornis
- Germainiellus laevirostris
- Germainiellus lugens
- Germainiellus rugipennis
- Haversiella albolimbata
- Hyperoides subcinctus
- Listroderes abditus
- Listroderes affinis
- Listroderes apicalis
- Listroderes balfourbrownei
- Listroderes bidentatus
- Listroderes bimaculatus
- Listroderes brevisetis
- Listroderes bruchi
- Listroderes confusus
- Listroderes costirostris
- Listroderes delaiguei
- Listroderes difficilis
- Listroderes elegans
- Listroderes falklandicus
- Listroderes foveatus
- Listroderes fragariae
- Listroderes leviculus
- Listroderes lugubris
- Listroderes obliquus
- Listroderes paranensis
- Listroderes pusillus
- Listroderes salebrosus
- Listroderes vulsus
- Listroderes wagneri
- Listroderes wittei
- Listronotus apicalis
- Listronotus argentinensis
- Listronotus bonariensis
- Listronotus carinicollis
- Listronotus cinnamomeus
- Listronotus cyrticus
- Listronotus dauci
- Listronotus dorytomoides
- Listronotus geminatus
- Listronotus griseus
- Listronotus laevis
- Listronotus lineolaticollis
- Listronotus lucens
- Listronotus marginicollis
- Listronotus minutus
- Listronotus puncticollis
- Listronotus rufomarginatus
- Listronotus setosipennis
- Listronotus vulgaris
- Listronotus weiseri
- Lixellus bosqi
- Lixellus elongatus
- Lixellus breyeri
- Lixellus pusillus
- Macrostyphlus championi
- Macrostyphlus exsculpticollis
- Macrostyphlus scaber
- Neopachytychius squamosus
- Philippius superbus
- Puranius australis
- Puranius nigrinus
- Puranius vulgaris
- Rhigopsidius tucumanus
- Rhigopsidius piercei
- Telurus caudiculatus
- Telurus dissimilis

#### Entiminae
- Acyphus renggeri
- Anomophthalmus insolitus
- Aptolemus rufipes
- Aramigus biseriatus
- Aramigus conirostris
- Aramigus durius
- Aramigus pallidus
- Aramigus santafecinus
- Aramigus tessellatus
- Aramigus viridipallens
- Arodenius atrox
- Arodenius dentatus
- Asynonychus cervinus
- Atrichonotus convexifrons
- Atrichonotus marginatus
- Atrichonotus obscurus
- Atrichonotus pictipennis
- Atrichonotus sordidus
- Atrichonotus taeniatulus
- Bolivianus variabilis
- Brachystylodes pilosus
- Brachystylodes rotundatus
- Caneorhinus biangulatus
- Caneorhinus gravidus
- Caneorhinus lineatus
- Caneorhinus tessellatus
- Caneorhinus uretai
- Chileudius varians
- Compsus argyreus
- Compsus bisignatus
- Compsus ermineus
- Compsus isabellinus
- Cydianerus latruncularis
- Cydianerus bifasciatus
- Cylydrorhinus angulatus
- Cylydrorhinus araucanus
- Cylydrorhinus aspericollis
- Cylydrorhinus aureolus
- Cylydrorhinus birabeni
- Cylydrorhinus brachyderoides
- Cylydrorhinus bruchi
- Cylydrorhinus burmeisteri
- Cylydrorhinus caudiculatus
- Cylydrorhinus chilensis
- Cylydrorhinus clathratus
- Cylydrorhinus conspersus
- Cylydrorhinus costatus
- Cylydrorhinus dentipennis
- Cylydrorhinus echinosoma
- Cylydrorhinus farinosus
- Cylydrorhinus fortunai
- Cylydrorhinus fulvipes
- Cylydrorhinus gemignanii
- Cylydrorhinus glaberrimus
- Cylydrorhinus granulatus
- Cylydrorhinus hercules
- Cylydrorhinus horridus
- Cylydrorhinus indefensus
- Cylydrorhinus lactifer
- Cylydrorhinus laevipennis
- Cylydrorhinus lateralis
- Cylydrorhinus laticollis
- Cylydrorhinus lemniscatus
- Cylydrorhinus marinus
- Cylydrorhinus melanoleucus
- Cylydrorhinus metrius
- Cylydrorhinus mucronatus
- Cylydrorhinus murinus
- Cylydrorhinus nahuelius
- Cylydrorhinus obesus
- Cylydrorhinus oblongus
- Cylydrorhinus patagonicus
- Cylydrorhinus platyderes
- Cylydrorhinus pubescens
- Cylydrorhinus pumilus
- Cylydrorhinus quadricollis
- Cylydrorhinus sordidus
- Cylydrorhinus squamulatus
- Cylydrorhinus subdenudatus
- Cylydrorhinus villosulus
- Cyphometopus masafuerae
- Cyphometopus minimus
- Cyrtomon gibber
- Dasydema hirtella
- Enoplopactus brunneomaculatus
- Enoplopactus hylula
- Enoplopactus lizeri
- Enoplopactus ortizi
- Enoplopactus sulfureovittatus
- Entimus formosus
- Entimus imperialis
- Entimus sastrei
- Erepsimus setifer
- Ericydeus sedecimpunctatus
- Eudiagogus episcopalis
- Eurymetopus birabeni
- Eurymetopus fallax
- Eurymetopus globosus
- Eurymetopus oblongus
- Graphognathus peregrinus
- Hadromeropsis argentinensis
- Hadromeropsis nobilitata
- Hadromeropsis pallida
- Hadromeropsis superba
- Hustachius americanus
- Hybreoleptops tuberculifer
- Hybreoleptops vestitus
- Hyphantus argentinensis
- Hyphantus hustachei
- Hyphantus minutus
- Hyphantus setulosus
- Hyphantus simulans
- Hyphantus subminutus
- Hyphantus sulcifrons
- Hypsonotus clavulus
- Hypsonotus interruptelineatus
- Hypsonotus leucotaenia
- Hypsonotus ocularis
- Lamprocyphus varnhageni
- Litostylus diadema
- Lordops jekeli
- Lordops selectus
- Lordops deyrollei
- Machaerophrys insuetus
- Malvinius compressiventris
- Malvinius nordenskioeldi
- Megalometis spinifer
- Mendozella curvispinnus
- Mimographus micaceus
- Mimographus ocellatus
- Naupactus albolateralis
- Naupactus angulithorax
- Naupactus argentatus
- Naupactus argentinensis
- Naupactus auricinctus
- Naupactus bosqi
- Naupactus brevicrinitus
- Naupactus bridgesii
- Naupactus bruchi
- Naupactus calamuchitanensis
- Naupactus castaneus
- Naupactus chordinus
- Naupactus cinereidorsum
- Naupactus cinerosus
- Naupactus condecoratus
- Naupactus cyphoides
- Naupactus delicatulus
- Naupactus dissimilis
- Naupactus dissimulator
- Naupactus dives
- Naupactus fulvoaureus
- Naupactus hirsutus
- Naupactus hirtellus
- Naupactus hirtellus
- Naupactus inermis
- Naupactus laticollis
- Naupactus leucoloma
- Naupactus minor
- Naupactus navicularis
- Naupactus purpureoviolaceus
- Naupactus rivulosus
- Naupactus rugosus
- Naupactus ruizi
- Naupactus schapleri
- Naupactus sulphureoviridis
- Naupactus sulphurifer
- Naupactus tarsalis
- Naupactus transversus
- Naupactus tucumanensis
- Naupactus verecundus
- Naupactus versatilis
- Naupactus virens
- Naupactus viridicinctus
- Naupactus viridinitens
- Naupactus viridulus
- Naupactus xanthographus
- Neohustachius tuberculipennis
- Nototactus angustirostris
- Nototactus latirostris
- Otiorhynchus rugosostriatus
- Otiorhynchus sulcatus
- Opseotapinotus bicolor
- Opseotapinotus caudatus
- Opseotapinotus crinitus
- Opseotapinotus dicomus
- Opseotapinotus farinosus
- Opseotapinotus fricabilis
- Opseotapinotus molitor
- Oxyderces argentinicus
- Oxyderces bimaculatus
- Oxyderces mansuetus
- Pandeleteius albus
- Pandeleteius aspericollis
- Pandeleteius biseriatus
- Pandeleteius brevitarsis
- Pandeleteius maculatus
- Pandeleteius platensis
- Pandeleteius variogenitus
- Pantomorops striatus
- Pantomorus auripes
- Pantomorus brunneus
- Pantomorus carinirostris
- Pantomorus cephalotes
- Pantomorus curtulus
- Pantomorus fulvus
- Pantomorus hirsuticeps
- Pantomorus humilis
- Pantomorus luteipes
- Pantomorus postfasciatus
- Pantomorus setulosus
- Pantomorus similis
- Pantomorus viridisquamosus
- Parapantomorus fluctuosus
- Parapantomorus quatordecimpunctatus
- Phaops ambitiosus
- Phaops vestalis
- Phaopsis laeta
- Platyaspistes argentinensis
- Platyomus atrosignatus
- Platyomus bruchi
- Platyomus dianae
- Platyomus elegantulus
- Platyomus mollis
- Platyomus nodipennis
- Platyomus perlepidus
- Platyomus planicollis
- Platyomus prasinus
- Plectrophoroides humeralis
- Polycomus lanuginosus
- Polydrusus nothofagi
- Polydrusus roseus
- Polyteles guerini
- Polyteles stevenii
- Premnotrypes latithorax
- Priocyphus bosqui
- Priocyphus glaucus
- Priocyphus hirsutus
- Priocyphus humeridens
- Priocyphus hustachei
- Priocyphus inops
- Priocyphus ovalipennis
- Priocyphus viridinitens
- Promecops limbatus
- Pororhynchus albolateralis
- Pororhynchus labeonis
- Pororhynchus simplex
- Promecops puncticollis
- Rhigus faldermanni
- Rhigus nigrosparsus
- Rhigus vespertilio
- Saurops cavifrons
- Strangaliodes mutuarius
- Sysciophthalmus bruchi
- Teratopactus nodicollis
- Tetraphysus ferrugatus
- Trichocyphus rubricollis
- Trichonaupactus densius
- Wagneriella lineata
- Vossius humilis
- Vossius perplexus

#### Hyperinae
- Larinosomus scutellaris

#### Lixinae
- Ileomus mucoreus
- Lixus carinatus
- Lixus elegans
- Lixus excavaticollis
- Lixus hastatus
- Lixus impressus
- Lixus longulus
- Lixus loratus
- Lixus quadrifoveatus
- Lixus subacutus
- Lixus sublinearis
- Lixus stupor

#### Mesoptiliinae
- Apocnemidophorus pipitzi
- Apocnemidophorus jacobi
- Apocnemidophorus alternatus
- Apocnemidophorus nebulosus
- Apocnemidophorus nigrotuberosus
- Apocnemidophorus obsoletus
- Apocnemidophorus pruinosus
- Apocnemidophorus subcarinicollis
- Apocnemidophorus vilis
- Laemosaccus ebenus
- Laemosaccus germari
- Laemosaccus silbermannii

#### Molytinae
- Acrotomopus atropunctellus
- Acrotomopus microspilotus
- Acrotomopus obtusus
- Acrotomopus wagneri
- Aeatus carinicollis
- Amalactus aterrimus
- Amalactus carbonarius
- Amalactus nigritus
- Ameris olivieri
- Ameris ynca
- Antilophus cristulatus
- Arniticus hylobioides
- Astyage fasciatomaculata
- Berberidicola ater
- Berberidicola exaratus
- Calvertius tuberosus
- Caviaphila nitida
- Chalcodermus angulicollis
- Chalcodermus bondari
- Chalcodermus speculifer
- Chalcodermus marshalli
- Chalcodermus plicaticollis
- Cholus annulatus
- Cholus argentinicus
- Cholus boisduvali
- Cholus calcatus
- Cholus margineguttatus
- Cholus niveus
- Cholus nyblaei
- Cholus parallelogrammus
- Cholus sparsus
- Cholus sulphuratus
- Cholus undulatus
- Cleogonus insulcatus
- Conotrachelus albicollis
- Conotrachelus bidenticulatus
- Conotrachelus bisignatus
- Conotrachelus brethesi
- Conotrachelus castaneus
- Conotrachelus cervinus
- Conotrachelus coelebs
- Conotrachelus denieri
- Conotrachelus exaratus
- Conotrachelus fulvosuturalis
- Conotrachelus glaber
- Conotrachelus heteropunctatus
- Conotrachelus humeridens
- Conotrachelus impressithorax
- Conotrachelus lepidus
- Conotrachelus mesosternalis
- Conotrachelus missionensis
- Conotrachelus obliquus
- Conotrachelus ochreooflavus
- Conotrachelus quadrinotatus
- Conotrachelus squalidus
- Conotrachelus striatus
- Conotrachelus subhumeralis
- Conotrachelus subnebulosus
- Conotrachelus tibialis
- Conotrachelus ubacahy
- Conotrachelus varians
- Conotrachelus variolosus
- Conotrachelus vianai
- Conotrachelus vicinus
- Conotrachelus vulgaris
- Conotrachelus vulpinus
- Desmosomus longipes
- Dorytosomimus vestitus
- Epipedophyes alticollis
- Epistrophus fimbriatus
- Erirhinoides unicolor
- Grypidiopsis accola
- Grypidiopsis avocata
- Heilipodus argentinicus
- Heilipodus audouni
- Heilipodus brevicornis
- Heilipodus choicus
- Heilipodus deletangi
- Heilipodus erythropus
- Heilipodus erythrorhynchus
- Heilipodus germari
- Heilipodus intricatus
- Heilipodus naevulus
- Heilipodus ochraceofasciatus
- Heilipodus onychinus
- Heilipodus pictus
- Heilipodus polymitus
- Heilipodus scabripennis
- Heilipodus taciturnus
- Heilipodus trachypterus
- Heilipodus ventralis
- Heilipodus zoubkoffii
- Heilipus annuliger
- Heilipus parvulus
- Heilipus rugicollis
- Heilipus tricolor
- Heilus bistigma
- Heilus freyreissi
- Heilus inaequalis
- Heilus tuberculosus
- Hilipinus capreolatus
- Hilipinus cylindripennis
- Homalinotus coriaceus
- Homalinotus deplanatus
- Homalinotus fasciatus
- Homalinotus porosus
- Hormops boliviensis
- Hormops bruchianus
- Hormops curtus
- Hormops hirtellus
- Hormops striatus
- Hormops striatus striatus
- Hormops uniformis
- Lobaspis squamosus
- Lixodes taeniatus
- Nemarus ferrugineus
- Neoerethistes tetricus
- Nothofagius fimbriatus
- Odontoderes zetterstedtii
- Perideraeus granellus
- Petalochilus lineolatus
- Pheloconus bosqi
- Pheloconus flavicans
- Pheloconus hispidulus
- Pheloconus rubicundulus
- smolik znaczony (Pissodes castaneus)
- Placeilipus westringii
- Rhinastus sternicornis
- Rhineilipus prodigialis
- Rhyssomatus diversicollis
- Rhyssomatus auropilosus
- Rhyssomatus calcarifer
- Rhyssomatus championi
- Rhyssomatus crassicollis Fiedler
- Rhyssomatus elongatulus
- Rhyssomatus erythrinus
- Rhyssomatus fulvosparsus
- Rhyssomatus iners
- Rhyssomatus latovalis
- Rhyssomatus marginatus
- Rhyssomatus novalis
- Rhyssomatus pilosipes
- Rhyssomatus rubidus
- Rhyssomatus rufinus
- Rhyssomatus seriepilosus
- Rhyssomatus tenuistrigatus
- Rhyssomatus variegatus
- Spermologus rufus
- Sternechus subsignatus
- Sternechus guerini
- Sternechus subrufus
- Tartarisus perforatipennis
- Tartarisus sifgnatipennis

#### Platypodinae
- Euplatypus bellus
- Euplatypus parallelus
- Euplatypus trispinatus
- Megaplatypus fuscus
- Megaplatypus mutatus
- Platypus dejeani
- Platypus linearis
- Platypus rudifrons
- Platypus rugulosus
- Platypus schaumi
- Platypus sulcatus
- Platypus trispinosus
- Platypus wesmaeli
- Teloplatypus ratzeburgi
- Teloplatypus striatopennis
- Tesserocerus dewalkei
- Tesserocerus guerini
- Tesserocerus insignis

#### Kornikowate(Scolytinae)
- Acorthylus bosqi
- Acorthylus frontalis
- Acorthylus robustus
- Amphicranus dohrni
- Araptus amazonicus
- Araptus araucariae
- Araptus araujiae
- Araptus argentiniae
- Araptus frenatus
- Araptus gracilis
- Araptus hostilis
- Araptus longicollis
- Araptus novateutonicus
- Araptus nudus
- Araptus pubescens
- Araptus punctatissimus
- Araptus semisulcatus
- Araptus xylotrupes
- Camptocerus aeneipennis
- Camptocerus inoblitus
- Camptocerus opacicollis
- Chramesus argentinae
- Chramesus argentinensis
- Chramesus aspericollis
- Chramesus cylindricus
- Chramesus globosus
- Chramesus ovalis
- Chramesus phloeotriboides
- Chramesus spinosus
- Cnemonyx brevisetosus
- Cnemonyx difformis
- Cnemonyx errans
- Cnemonyx flavicornis
- Cnemonyx galeritus
- Cnemonyx insidiosus
- Cnesinus ampliatus
- Cnesinus dividuus
- Cnesinus hispidus
- Cnesinus squamifer
- Coccotrypes dactyliperda
- Coptoborus vespatorius
- Corthylus alienus
- Corthylus serrulatus
- Cryptocarenus harringtoni
- Cryptocarenus heveae
- Cryptocarenus punctifrons
- Dendrocranulus barbatus
- Dendrocranulus tayuyaensis
- Dendrodicticus argentinae
- Dendrosinus ater
- Dendrosinus globosus
- Gnathotrupes barbifer
- Gnathotrupes caliculus
- Gnathotrupes cirratus
- Gnathotrupes impressus
- Gnathotrupes longipennis
- Gnathotrupes longiusculus
- Gnathotrupes nanus
- Gnathotrupes naumanni
- Gnathotrupes nothofagi
- Gnathotrupes pustulatus
- Gnathotrupes vafer
- Gnathotrupes velatus
- Hylocurus dimorphus
- Hylocurus impar
- Hylocurus pilosus
- Hylocurus robustus
- Hylocurus vianai
- Hylurgonotus tuberculatus
- drzewisz owłosiony (Hylurgus ligniperda)
- Hypothenemus crudiae
- Hypothenemus eruditus
- Hypothenemus hampei
- Hypothenemus pubescens
- Hypothenemus seriatus
- Hypothenemus stigmosus
- Ips curvidens
- Microcorthylus puerulus
- Monarthrum bicallosum
- Monarthrum bicolor
- Monarthrum bicoloratum
- Monarthrum minutum
- Monarthrum quadridens
- Monarthrum subimpressum
- Neocryphus argentinensis
- Pagiocerus frontalis
- Phloeotribus argentinensis
- Phloeotribus cylindricus
- Phloeotribus erosu
- Phloeotribus harringtoni
- Phloeotribus jujuya
- Phloeotribus subovatus
- Pityophthorus argentinensis
- Pityophthorus languidus
- Pityophthorus pampasae
- Pityophthorus tucumanensis
- Pseudochramesus acuteclavatus
- Pseudochramesus costulatus
- Pseudochramesus vianai
- Pseudothysanoes argentiniae
- Scolytodes argentinensis
- Scolytodes bruchi
- Scolytodes frontoglabratus
- Scolytodes gracilis
- Scolytodes similis
- Scolytodes sparsepilosa
- Scolytodes tucumani
- Scolytopsis puncticollis
- Scolytopsis toba
- Scolytus carinatus
- Scolytus caudatus
- Scolytus golbachi
- Scolytus kirschi
- Scolytus multistriatus
- Scolytus nodicornis
- Scolytus novateutonicus
- Scolytus proximus
- Scolytus rugulosus
- Scolytus strigifrons
- Scolytus submarginatus
- Scolytus thoracicus
- Sinophloeus porteri
- Spermophthorus apuliae
- Sternobothrus cancellatus
- Sternobothrus rufonitidus
- Sternobothrus sculpturatus
- Theoborus villosulus
- Xyleborinus gracilis
- Xyleborinus linearicollis
- Xyleborinus saxeseni
- Xyleborus adelographus
- Xyleborus affinis
- Xyleborus altilis
- Xyleborus biconicus
- Xyleborus confluens
- Xyleborus ferrugineus
- Xyleborus neivai
- Xyleborus pfeili
- Xyleborus posticus
- Xyleborus setosus
- Xyleborus sextuberculatus
- Xyleborus spinulosus
- Xyleborus volvulus
- Xylechinosumus valdivianus
- Xylechinus chiliensis
- Xylechinus huapiae
- Xylechinus imperialis
- Xylechinus maculatus
- Xylechinus nahueliae
- Xylechinus nigrosetosus
- Xylechinus squamiger
- Xylosandrus retusus

### Popielichowate(Dascillidae)
W Argentynie stwierdzono m.in:
- Drilocephalus iliarensis
- Drilocephalus pallidipennis

### Skórnikowate(Dermestidae)
W Argentynie stwierdzono m.in:
- Anthrenus flavipes prawdopodobnie
- mrzyk dziewannowiec, mrzyk gabinetowy (Anthrenus verbasci) prawdopodobnie
- Attagenus bitaeniatus
- Attagenus fasciatus prawdopodobnie
- szubak dwukropek (Attagenus pellio) prawdopodobnie
- Attagenus unicolor prawdopodobnie
- Cryptorhopalum argentinum
- Cryptorhopalum bruchi
- Cryptorhopalum maculatum
- Cryptorhopalum felis
- Cryptorhopalum vianai
- Dermestes ater
- Dermestes boliviensis
- Dermestes carnivorus prawdopodobnie
- Dermestes frischii prawdopodobnie
- Dermestes haemorrhoidalis
- skórnik słoniniec (Dermestes lardarius) prawdopodobnie
- Dermestes patagoniensis
- Dermestes peruvianus
- Dermestes subaenescens
- Dermestes maculatus
- Globicornis latenotata
- Orphinus fulvipes
- Trogoderma angustum
- Trogoderma baeri
- Trogoderma granarium
- Trogoderma inclusum
- Trogoderma pectinicornis

### Discolomatidae
W Argentynie stwierdzono m.in:
- Discoloma paulum

### Disteniidae
W Argentynie stwierdzono m.in:
- Cometes hirticornis
- Distenia columbina
- Villiersicometes wagneri

### Dryophthorinae
W Argentynie stwierdzono m.in:
- Eucalandra luteosignata
- Mesocordylus cylindraceus
- Metamasius basilaris
- Metamasius ensirostris
- Metamasius hemipterus
- Rhinostomus barbirostris
- Rhodobaenus suturalis
- Rhodobaenus tornowii
- Rhynchodynamis politus
- Rhynchophorus palmarum
- Sphenophorus brasiliensis
- Sphenophorus brunnipennis
- Sphenophorus cincticollis
- Sphenophorus crassus
- Sphenophorus dolosus
- Sphenophorus foveatus
- Sphenophorus levis
- Sphenophorus mimelus
- Sphenophorus rusticus
- Sphenophorus tenuis
- Sphenophorus tremolerasi
- Sphenophorus vilis
- wołek zbożowy (Sitophilus granarius)
- wołek ryżowy (Sitophilus oryzae)
- wołek kukurydzowy (Sitophilus zeamais)

### Dzierożnicowate(Dryopidae)
W Argentynie stwierdzono m.in:
- Pelonomus bergi
- Pelonomus pubescens
- Pelonomus simplex
- Helichus argentinus
- Helichus cordubensis

### Sprężykowate(Elateridae)
W Argentynie stwierdzono m.in:

- Achrestus lamellicornis
- Acrocryptus ater
- Aeolus basilaris
- Aeolus elegantulus
- Aeolus flavobasalis
- Aeolus gracilis
- Aeolus graphicus
- Aeolus lateralis
- Aeolus latifasciatus
- Aeolus mannerheimi
- Aeolus mellicullus
- Aeolus oberndoferi
- Aeolus palliatus
- Aeolus phaeratus
- Aeolus pyroblaptus
- Aeolus sordidus
- Agriotes australis
- Agriotes vicinus
- Agrypnella squamifer
- Alampoides boliviensis
- Anaspasis germaini
- Anaspasis parallela
- Anaspasis solieri
- Anchastomorphus phedrus
- Anoplischius bicarinatus
- Anoplischius brevipes
- Anoplischius flavescens
- Anoplischius maculicollis
- Anoplischius mutabilis
- Anoplischius riparus
- Aptopus agrestis
- Aptopus angusticollis
- Aptopus golbachi
- Aptopus luridus
- Aptopus maculatus
- Aptopus riojanus
- Aptopus suniyana
- Athous fueguensis
- Athous phylander
- Bedresia deromecoides
- Bedresia nigra
- Bedresia punctatosulcata
- Bedresia truncatipennis
- Brevicerus cylindricus
- Campyloxenus pyrothorax
- Cardiorhinus bonariensis
- Cardiorhinus circumcinctus
- Cardiorhinus costae
- Cardiorhinus granulosus
- Cardiorhinus humeralis
- Cardiorhinus maculicollis
- Cardiorhinus modestus
- Cardiorhinus opacus
- Cardiorhinus plagiatus
- Cardiorhinus plebejus
- Cardiorhinus porteri
- Chalcolepidius chalcantheus
- Chalcolepidius limbatus
- Chalcolepidius zonatus
- Conoderus abbreviatus
- Conoderus alfredoi
- Conoderus argentinus
- Conoderus ascha
- Conoderus bellus
- Conoderus bigatus
- Conoderus brunnipenis
- Conoderus capistratus
- Conoderus chaupi
- Conoderus chilensis
- Conoderus cincticollis
- Conoderus confusus
- Conoderus costai
- Conoderus decorus
- Conoderus dimidiatus
- Conoderus drakei
- Conoderus figuratus
- Conoderus fimbriatus
- Conoderus fulvus
- Conoderus fuscofasciatus
- Conoderus germari
- Conoderus golbachi
- Conoderus heteroderoides
- Conoderus impluviatus
- Conoderus incultus
- Conoderus ingenuus
- Conoderus inquinatus
- Conoderus insulsus
- Conoderus leucophaeatus
- Conoderus longicornis
- Conoderus malleatus
- Conoderus melanurus
- Conoderus modestissimus
- Conoderus molitor
- Conoderus nigrosuturalis
- Conoderus oblongopunctatus
- Conoderus orcko
- Conoderus partitus
- Conoderus pertusus
- Conoderus pictus
- Conoderus posticus
- Conoderus propinquus
- Conoderus pseudoscalaris
- Conoderus repandus
- Conoderus ruficornis
- Conoderus rufidens
- Conoderus scalaris
- Conoderus schwarzi
- Conoderus spurcus
- Conoderus sumac
- Conoderus truncatus
- Cosmesus cosmesoides
- Crepidius castaneus
- Crepidius flabellifer
- Ctenicera canaliculata
- Deromecus attenuatus
- Deromecus filicornis
- Deromecus nigricornis
- Deromecus scapularis
- Dicrepidius ramicornis
- Dilobitarsus bidens
- Dilobitarsus colombinus
- Dilobitarsus crux
- Dilobitarsus laconoides
- Dilobitarsus lignarius
- Dilobitarsus sulcicollis
- Dilobitarsus vitticollis
- Dipropus fatuellus
- Dipropus laterallis
- Dipropus rubiginosus
- Dipropus testaceus
- Dipropus unicolor
- Duretia bruchi
- Eanus philippi
- Elater decorus
- Elater ruficollis
- Gabryella attenuata
- Gabryella umbilicata
- Gabryella terryae
- Grammephorus bruchi
- Esthesopus hepaticus
- Esthesopus humeralis
- Fulgeochlizus bruchi
- Fulgeochlizus germari
- Fulgeochlizus noctivagus
- Hapsodrilus pyrotis
- Heligmus obscurus
- Hemirriphus apicalis
- Hemiriphus apicalis
- Hemiriphus intermedius
- Hemiriphus lineatus
- Heterocrepidius marginatus
- Heterocrepidius rufus
- Heteroderes caninus
- Heteroderes falli
- Heteroderes laurenti
- Heteroderes rufangulus
- Heteroderes vagus
- Horistonotus bruchi
- Horistonotus canescens
- Horistonotus castaneus
- Horistonotus exoletus
- Horistonotus farinosus
- Horistonotus humeralis
- Horistonotus latus
- Horistonotus luteus
- Horistonotus nigricollis
- Horistonotus piceus
- Horistonotus tumidicollis
- Hypsiophthalmus boops
- Hypsiophthalmus buphthalmus
- Hypsiophthalmus grossicollis
- Hypsiophthalmus raninus
- Ischnodes reedi
- Loboederus luederwaldti
- Lacon chilensis
- Lacon fairmairei
- Lacon kaszabi
- Lacon pollinaria
- Lacon ruber
- Lissomus punctulatus
- Margaiostus magellanicus
- Mecothorax castanipennis
- Mecothorax lanin
- Mecothorax vulgaris
- Megapenthes flavipes
- Meroplinthus decorus
- Mesembria atoma
- Mesembria bonariensis
- Mesembria cruciger
- Mesembria drakei
- Mesembria fasciata
- Mesembria fravovittatus
- Mesembria flavipes
- Mesembria minor
- Mesembria sulcifrons
- Mesembria tricolor
- Mesembria vulnerata
- Monadicus bruchi
- Noxlumenes bardus
- Nyctophyxix leporinus
- Nyctophyxix ocellatus
- Opselater lucens
- Opselater pyrophanus
- Osorno ambiguus
- Ovipalpus pubescens
- Ovipalpus schajovskoii
- Paracosmesus dimidiatus
- Paradonus atomus
- Paradonus nivalis
- Paraloboderus glaber
- Paraphileus martinezi
- Paraphileus thoreyi
- Paraphileus brunnea
- Pherhimius fascicularis
- Physorrhinus erythrocephalus
- Podonema impressum
- Podonema obscuratum
- Pomachilius bipartitus
- Pomachilius centralis
- Pomachilius crassiusculus
- Pomachilius fulvescens
- Pomachilius granulipennis
- Pomachilius subfasciatus
- Platycrepidius bicinctus
- Prodrasterius pullatus
- Proloboderus crassipes
- Pseudoderomecus fairmairei
- Pterotarsus histrio
- Ptesimopsia candezei
- Ptesimopsia lucifuga
- Ptesimopsia luscinia
- Ptesimopsia parallela
- Ptesimopsia pyraustes
- Pyrearinus brevicollis
- Pyrearinus brunneus
- Pyrearinus candelarius
- Pyrearinus cinerarius
- Pyrearinus depressicollis
- Pyrearinus ferrugineus
- Pyrearinus janus
- Pyrearinus latus
- Pyrearinus lineatus
- Pyrearinus lucernula
- Pyrearinus nyctolampis
- Pyrearinus nyctophilus
- Pyrophorus divergens
- Pyrophorus punctatissimus
- Pyrophorus tuberculifer
- Rismethus scobinula
- Semiotus angulatus
- Semiotus imperialis
- Semiotus intermedius
- Semiotus luteipennis
- Semiotus oranense
- Semiotus serraticornis
- Somomecus parallelus
- Stangellus bucheri
- Stangellus minutus
- Stibafoderus murinus
- Thylacosternus walckenaeri
- Tibionema abdominalis

### Osuszkowate(Elmidae)
W Argentynie stwierdzono m.in:
- Hydora annectens
- Potamophilops cinerea
- Phanocerus sharpi

### Wygłodkowate(Endomychidae)
W Argentynie stwierdzono m.in:
- Ancinaces collaris
- Acinaces lebasi
- Amphix discoidea
- Epopterus undulatus
- Holoparamecus barretoi
- Hyplathrinus planicollis
- Phalantha elongata
- Pseudoparamecus extraneus
- Rhymbus bruchi
- Rhymbus rufus
- Rhymbus saltensis
- Stenotarsus argentinus
- Stenotarsus lanuginosus
- Stenotarsus latemaculatus
- Stenotarsus longulus
- Symbiotes bonariensis

### Zadrzewkowate(Erotylidae)
W Argentynie stwierdzono m.in:

- Aegithus brunnipennis
- Aegithus chalybaeus
- Aegithus clavicornis
- Brachysphaenus abdominalis
- Brachysphaenus bilineatus
- Brachysphaenus brongniarti
- Brachysphaenus decempunctatus
- Brachysphaenus ephippium
- Brachysphaenus fasciatus
- Brachysphaenus flavofasciatus
- Brachysphaenus flavovittatus
- Brachysphaenus haematocephalus
- Brachysphaenus klugi
- Brachysphaenus nebulosus
- Brachysphaenus ornatus
- Brachysphaenus quadrisignatus
- Brachysphaenus ruficeps
- Brachysphaenus salamandra
- Brachysphaenus tibialis
- Coccimorphus cribripennis
- Coccimorphus rugosus
- Coccimorphus unicolor
- Crotschia parallela
- Crotschia vagabunda
- Cypherotylus annulipes
- Cypherotylus apiatus
- Cypherotylus seriatus
- Cypherotylus sphacelatus
- Erotylus aegrotus
- Erotylus bellopictus
- Erotylus buqueti
- Erotylus connectens
- Erotylus dichromostigma
- Erotylus jaspideus
- Erotylus premutatus
- Erotylus pretiosus
- Erotylus pustulatus
- Goniolaguria latipes
- Hapalips brevipes
- Hapalips picea
- Hapalips setosa
- Hapalips spegazzinii
- Homoeotelus d’orbignyi
- Loberus foveolatus
- Loberus undulatus
- Micrerotylus dubitabilis
- Megalodacne quadriguttata
- Prepopharus herbsti
- Scaphidomorphus quinquepunctatus
- Xalpirta peckorum
- Zonarius militaris

### Eucinetidae
W Argentynie stwierdzono m.in:
- Eucinetus argentinus

### Goleńczykowate(Eucnemidae)
W Argentynie stwierdzono m.in:
- Adelothyreus flavosignatus
- Arrhipis subacuta
- Baryus meridionalis
- Deltometopus foveolatus
- Dromaeolus argentinensis
- Emathion foveicollis
- Euryptychus monrosi
- Gastraulacus bisulcatus
- Haywardius quadrifoveolatus
- Lamesis suturalis
- Monrosina anelastoides
- Nematodes infuscatus
- Neofornax tucumanus
- Pseudodiaeretus argentinus
- Pseudodiaeretus fossifrons

### Gnojarzowate(Geotrupidae)
W Argentynie stwierdzono m.in:

- Athyreus bifurcatus
- Athyreus chalybeatus
- Athyreus conspicuus
- Athyreus corniculatus
- Athyreus fritzi
- Athyreus hastifer
- Athyreus hemisphaericus
- Athyreus hypocritus
- Athyreus ruficollis
- Athyreus tridens
- Athyreus tuberifer
- Bolbapium bigibbosum
- Bolbapium lucidulum
- Bolbapium quadrispinosum
- Bolbapium sculpturatum
- Bolborhinum geotrupoides
- Bolborhinum laesicolle
- Bolborhinum seai
- Bolborhinum shajovskoyi
- Bolbothyreus ruficollis
- Eucanthus bonariensis
- Frickius variolosus
- Halffterobolbus laevistriatus
- Halffterobolbus riojanum
- Neoathyreus brazilensis
- Neoathyreus corinthius
- Neoathyreus excavatus
- Neoathyreus flavithorax
- Neoathyreus lanuginosus
- Neoathyreus lepidus
- Neoathyreus lobus
- Neoathyreus martinezorum
- Neoathyreus sexdentatus
- Neoathyreus tridentatus
- Pereirabolbus castaneus
- Pereirabolbus tucumanensis
- Taurocerastes patagonicus
- Zefevazia cantisanii
- Zefevazia quinquedentata
- Zefevazia rosascostai

### Glaresidae
W Argentynie stwierdzono m.in:
- Glaresis pardoalcaidei
- Glaresis fritzi

### Różnorożkowate(Heteroceridae)
W Argentynie stwierdzono m.in:
- Heterocerus bergi
- Heterocerus bruchi
- Heterocerus ciliaticollis
- Heterocerus kiesenwetteri
- Heterocerus pusillus
- Heterocerus quadricollis
- Heterocerus validus

### Gnilikowate(Histeridae)
W Argentynie stwierdzono m.in:

- Acritus ctenomyphilus
- Acritus nigricornis
- Atholus bimaculatus
- Attalister daguerrei
- Bacanius scalptus
- Brachylister arechavaletae
- Carcinops misella
- Carcinops quattuordecimstriata
- Carcinops tenella
- Carcinops troglodytes
- Chrysetaerius reichenspergeri
- Colonides hubrichi
- Contipus platanus
- Contipus latemarginatus
- Coptotrophis deyrollei
- Coptotrophis mendozae
- Diplogrammicus ebeninus
- Ecitonister ogloblini
- Epierus frater
- Epierus kraatzi
- Epierus lucidulus
- Epierus planulus
- Epierus tersus
- Epierus vagans
- Euspilotus bisignatus
- Euspilotus blanchardi
- Euspilotus devius
- Euspilotus dichrous
- Euspilotus limatus
- Euspilotus richteri
- Euspilotus zonalis
- Euxenister breyeri
- Gnathoncus rotundatus
- Halacritus riparius
- Hetaeriosoma gratiana
- Hetaeriosoma pheidoliphila
- Hister bruchi
- Hister foveicollis
- Hister lissurus
- Hister putrescens
- Hololepta aradiformis
- Hololepta attennata
- Hololepta humilis
- Hololepta quadridentatum
- Hololepta reichei
- Hololepta umbratilis
- Hypocaccus apricarius
- Mesynodites attaphilus
- Mesynodites ciliatus
- Mesynodites ecitonis
- Mesynodites major
- Mesynodites reticulatus
- Mesynodites semistriatus
- Mesynodites splendens
- Neolister amphiphilus
- Omalodes angulatus
- Omalodes bisulcatus
- Omalodes brasilianus
- Omalodes felix
- Omalodes foveola
- Omalodes oblongus
- Omalodes optatus
- Omalodes wagneri
- Oxysternus maximus
- Paramyrmetes foveipennis
- Parasynodites suturacava
- Paromalus divaricatus
- Paromalus oculipygus
- Phelister balzani
- Phelister bruchi
- Phelister chilicola
- Phelister fairmairei
- Phelister fulvulus
- Phelister haemorrhous
- Phelister marginicollis
- Phelister muscicapa
- Phelister nidicola
- Phelister omissus
- Phelister petro
- Phelister pulvis
- Phelister pumilus
- Phelister rufinotus
- Phelister stercoricola
- Phelister thiemei
- Platysaprinus zikani
- Poneralister striaticeps
- Pseudister impressifrons
- Pselaphister mirandus
- Reninus distinguendus
- Reninus wagneri
- Saprinus aerarius
- Saprinus argentinus
- Saprinus atronitidus
- Saprinus azurescens
- Saprinus azureus
- Saprinus bicirculus
- Saprinus caesopygus
- Saprinus canalisticus
- Saprinus castanipes
- Saprinus cavalieri
- Saprinus connectens
- Saprinus emys
- Saprinus eremita
- Saprinus erythropterus
- Saprinus erythropus
- Saprinus guayanensis
- Saprinus hypocrita
- Saprinus jenseni
- Saprinus lubricus
- Saprinus modestior
- Saprinus nigrita
- Saprinus patagonicus
- Saprinus strobeli
- Sternocoelopsis subglabricollis
- Tarsilister loretoensis
- Terapus bickhardti
- Terapus gracilipes
- Terapus wagneri
- Teratolister daguerrei
- Teratolister rufosetosus
- Teretrius rufulus
- Teretriosoma argentina
- Teretriosoma centenaria
- Termitolister köhleri
- Trichoreninus vianai
- Wasmannister rufus

### Hobartiidae
W Argentynie stwierdzono m.in:
- Hobartius chilensis

### Hybosoridae
W Argentynie stwierdzono m.in:
- Acanthocerus fuscoviridis
- Acanthocerus politus
- Chaetodus piceus
- Chaetodus striatus
- Cloeotus argentinus
- Cloeotus globosus
- Cloeotus hamiger
- Cloeotus plicatus
- Cloeotus punctulatus
- Cloeotus pusillus
- Coilodes gibba
- Metachaetodus brunneicollis
- Metachaetodus discus
- Sphaerelytrus posticus
- Trichops ciliata

### Hydraenidae
W Argentynie stwierdzono m.in:
- Gymnochthebius jensen-haarupi
- Ochthebius francki

### Kałużnicowate(Hydrophilidae)
W Argentynie stwierdzono m.in:

- Anacaena cordobana
- Anticura flinti
- Berosus adustus
- Berosus alternans
- Berosus aulus
- Berosus auriceps
- Berosus bruchianus
- Berosus chalcocephalus
- Berosus coelacanthus
- Berosus coptogonus
- Berosus cornicinus
- Berosus decolor
- Berosus dehiscens
- Berosus erraticus
- Berosus ethmonotus
- Berosus festivus
- Berosus ghanicoides
- Berosus holdhausi
- Berosus masculinus
- Berosus minimus
- Berosus multicarinatus
- Berosus nervulus
- Berosus obcurifrons
- Berosus obscurus
- Berosus pallipes
- Berosus paraguayanus
- Berosus patruelis
- Berosus pedregalensis
- Berosus phallicus
- Berosus reticulatus
- Berosus rufulus
- Berosus sinigus
- Berosus speciosus
- Berosus stenocoptus
- Berosus subandinus
- Berosus toxacanthus
- Berosus truncatipennis
- Berosus ungidentatus
- Berosus ussingi
- Berosus zimmermanni
- Cercyon fulvipenne
- Cercyon nigriceps
- Cercyon praetextatum
- Cercyon quisquilium
- Cercyon variegatum
- Chaetarthria bicolor
- Chaetarthria bruchi
- Chaetarthria panthea
- Dactylosternum insulare
- Derallus argentinensis
- Derallus rudis
- Derallus spegazzini
- Enochrus breviusculus
- Enochrus circumcinctus
- Enochrus obsoletus
- Enochrus scutellaris
- Enochrus steinheili
- Enochrus tremolerasi
- Enochrus variegatus
- Enochrus vicinus
- Enochrus vulgaris
- Helobata striata
- Helochares abbreviata
- Helochares femorata
- Helochares gibba
- Helochares pallipes
- Helochares parhedra
- Hemiosus bruchi
- Hemiosus dejeani
- Hydrobius argentinus
- Hydrochus bruchi
- Hydrochus corruscans
- Hydrochus drakei
- Hydrochus pupillus'
- Hydrochus purpureus
- Hydroglobus puncticollis
- Hydrochus richteri
- Hydrophilus ater
- Hydrophilus insularis
- Hydrophilus masculinus
- Neohydrophilus longus
- Neohydrophilus medius
- Neohydrophilus politus
- Oosternum sculptum
- Paracymus graniformis
- Paracymus rufocinctus
- Paracymus solstitialis
- Paracymus subcupreus
- Paracymus virescens
- Pelosoma carinata
- Pelosoma lafertei
- Pelosoma meridionalis
- Phaenonotum argentinense
- Phaenonotum estriatum
- Phaenonotum laevicolle
- Phaenonotum regimbarti
- Phaenonotum tarsal
- Spercheus fimbriicollis
- Tropisternus apicipalpis
- Tropisternus bruchi
- Tropisternus carinispina
- Tropisternus chalybeus
- Tropisternus collaris spp. collaris spp. parananus
- Tropisternus dilatatus
- Tropisternus ignoratus
- Tropisternus iricolor
- Tropisternus laevis
- Tropisternus lateralis spp. lateralis'' spp. flavescens
- Tropisternus latus
- Tropisternus lepidus
- Tropisternus mutatus
- Tropisternus obesus
- Tropisternus ovalis
- Tropisternus palpalis
- Tropisternus regimbarti
- Tropisternus setiger
- Tropisternus sharpi

### Kateretidae
W Argentynie stwierdzono m.in:
- Brachypterus nigropiceus

### Laemophloeidae
W Argentynie stwierdzono m.in:
- Cryptolestes spatulifer
- Laemophloeus aemulus
- Laemophloeus mathani
- Cryptolestes ferrugineus
- Laemophloeus bifasciatus
- Laemophloeus minutus
- Laemophloeus unifasciatus

### Świetlikowate(Lampyridae)
W Argentynie stwierdzono m.in:

- Aethra axillaris
- Aethra decorata
- Aethra invida
- Aethra rufithorax
- Aspisoma arguta
- Aspisoma buyssoni
- Aspisoma concoloripennis
- Aspisoma diaphana
- Aspisoma fenestrata
- Aspisoma fusiformis
- Aspisoma gentilis
- Aspisoma hespera
- Aspisoma laeta
- Aspisoma lateralis
- Aspisoma limbata
- Aspisoma neglecta
- Aspisoma pallens
- Aspisoma stictica
- Bicellonycha bruchi
- Bicellonycha livipennis
- Calyptocephalus austerus
- Calyptocephalus hilaris
- Calyptocephalus inornatus
- Cladodes lamellicornis
- Cratomorphus albomarginatus
- Cratomorphus besckei
- Cratomorphus bifenestratus.
- Cratomorphus cossyphinus
- Cratomorphus diaphanus
- Cratomorphus distinctus
- Cratomorphus gorham
- Dodacles attenuata
- Dodacles dubitans
- Dodacles emissa
- Dodacles remixtus
- Heterophotinus porrectus
- Hyas externa
- Hyas flabellata
- Lamprocera brevicollis
- Lamprocera flavofasciata
- Lamprocera praeusta
- Leucothrix argentina
- Lucidota approximans
- Lucidota sparsicolor
- Lucidota thoracica
- Lucio abdominale
- Lucio blattinum
- Macrolampis cylindra
- Megalophthalmus costatus
- Megalophthalmus gentilis
- Photinus bergi
- Photinus bruchi
- Photinus cinctellus
- Photinus fuscus
- Photinus joergenseni
- Photinus longus
- Photinus parallelus
- Photinus rufomarginatus
- Photinus semiluteus
- Photinus signaticollis
- Photinus succensus
- Photinus tucumanus
- Photinus vianai
- Photuris annulicornis
- Photuris binotata
- Photuris lecontei
- Photuris livida
- Photuris lugubris
- Photuris maculicrus
- Photuris wagneri
- Pyractonema haemorrhoa
- Pyractonema obscura
- Pyractonema vicina
- Pyrogaster foedus
- Pyrogaster fuliginosus
- Pyrogaster moestus
- Pyrogaster squalidus
- Tenaspis zonulata

### Wymiecinkowate(Latridiidae)
W Argentynie stwierdzono m.in:
- Adistemia watsoni
- Cartodere oeceticola
- Coninomus grouvellei
- Corticaria elongata
- Enicmus pampicola
- Erylus chilensis
- Lathridius nodifer
- Melanophthalma argentina
- Melanophthalma distinguenda
- Melanophthalma serrula
- Melanophthalma transversalis

### Grzybinkowate(Leiodidae)
W Argentynie stwierdzono m.in:

- Adelopsis picunche
- Adelopsis bruchi
- Anisotoma nigripennis
- Chiliopelates crenulatus
- Chiliopelates fasciatus
- Chiliopelates naumanni
- Chiliopelates ornatus
- Colon sobrinum
- Colon topali
- Dasypelates gracilis
- Dasypelates fasciata
- Dasypelates obscura
- Dissochaetus immaculatus
- Eucatops formicetorum
- Eunemadus chilensis
- Eupelates transversestrigosus
- Falkocholeva cribellata
- Falkocholeva falklandica s. edwardsi
- Falkonemadus sphenisci
- Hydnodiaetus brunneus
- Hydnodiaetus consobrinus
- Metahydnobius basipunctatus
- Metahydnobius forticornis
- Metahydnobius hybridiformis
- Nemadiopsis barbarae
- Nemadipsis edwardsi
- Nemadiopsis fastidiosus
- Nemadiopsis franki
- Neocamiarus kuscheli
- Neohydnobius argentinicus
- Neopelatops edwardsi
- Newtoniopsis malleatus
- Ragytodes ocellifer
- Ragytodina tuberculosa

### Limnichidae
W Argentynie stwierdzono m.in:
- Corrinea vianai
- Eulimnichus ater
- Eulimnichus corrineae
- Eulimnichus nitidulus
- Eulimnichus plebius
- Limnichoderus peruvianus
- Limnichoderus imprioris
- Phalacrichus vianai

### Jelonkowate(Lucanidae)
W Argentynie stwierdzono m.in:

- Apterodorcus bacchus
- Chiasognathus beneshi
- Chiasognathus grantii
- Chiasognathus impubis
- Chiasognathus jousellinii
- Chiasognathus latreillei
- Chiasognathus mniszechii
- Chiasognathus cfr. mniszechii
- Chileistomus cucullatus
- Erichius caelatus
- Erichius darwinii
- Erichius fairmairii
- Erichius femoralis
- Hilophyllus argentinensis
- Leptinopterus erythrocnemus
- Leptinopterus femoratus
- Leptinopterus tibialis
- Metadorcinus beneshi
- Metadorcinus securiformis
- Metadorcinus tucumanus
- Psilodon schuberti
- Pycnosiphorus lessonii
- Sclerostomus costatus
- Sclerostomus sulcicollis
- Sclerostomus truncatus
- Sphaenognathus pseudocurvipes
- Streptocerus speciosus

### Karmazynkowate(Lycidae)
W Argentynie stwierdzono m.in:

- Calopteron biplectile
- Calopteron brasiliense
- Calopteron interventione
- Calopteron laticolle
- Calopteron laticorne
- Calopteron longipile
- Calopteron maculatum
- Calopteron peccans
- Calopteron plagiatum
- Calopteron serratum
- Calopteron tropicum
- Calopteron variegatum
- Calopteron wagneri
- Emplectus argentinus
- Emplectus bruchi
- Emplectus laticollis
- Idiopteron argentinum
- Idiopteron parananum
- Macrolygistopterus diversicornis
- Macrolygistopterus griseolineatus
- Macrolygistopterus kirschi
- Macrolygistopterus mediorufus
- Macrolygistopterus missionum
- Mesopteron baeri
- Mesopteron subscutellare
- Plateros baeri
- Plateros correntinus
- Plateros irregularis
- Plateros reductelineatus
- Plateros wagneri

### Drwionkowate(Lymexylidae)
W Argentynie stwierdzono m.in:
- Atractocerus brasiliensis
- Fusicornis valdivianus

### Mauroniscidae
W Argentynie stwierdzono m.in:
- Amecomycter argentinus
- Amecomycter vitticollis
- Mauroniscus apicalis
- Mauroniscus maculatus
- Mauroniscus maculithorax
- Mauroniscus marginicollis
- Mauroniscus rufithorax

### Megalopodidae
W Argentynie stwierdzono m.in:
- Agathomerus bichito
- Agathomerus flavomaculatus
- Agathomerus elegans
- Agathomerus marginatus
- Agathomerus sellatus
- Agathomerus quadrimaculatus
- Agathomerus subfasciatus
- Agathomerus discoideus
- Agathomerus guerini
- Bothromogalopus pilipes
- Mastostethus argentinensis
- Mastostethus minutus
- Mastostethus pantherinus
- Mastostethus unifasciatus
- Megalopus foveifrons
- Megalopus jacobyi
- Megalopus monstrosicornis
- Megalopus vespa
- Megalopus schaeferi
- Palophagoides vargasorum
- Plesioagathomerus atrodiscalis
- Plesioagathomerus bilineatus
- Plesioagathomerus canus
- Plesioagathomerus vittatus

### Śniadkowate(Melandryidae)
W Argentynie stwierdzono m.in:
- Microscapha bruchi
- Orchesia brasiliensis
- Orchesia picta
- Pseudorchesia nigrosignat
- Serropalpus valdivianus
- Xeuxes diversicornis

### Oleicowate(Meloidae)
W Argentynie stwierdzono m.in:

- Acrolytta binotatithorax
- Acrolytta bruchi
- Acrolytta colon
- Acrolytta griseopubescens
- Acrolytta lepida
- Acrolytta quadrilineata
- Cissites maculata
- Epicauta adspersa
- Epicauta aragua
- Epicauta aterrima
- Epicauta atomaria
- Epicauta avellanea
- Epicauta bella
- Epicauta borchmanni
- Epicauta bosqi
- Epicauta breyeri
- Epicauta bruchi
- Epicauta brunneipennis
- Epicauta cavernosa
- Epicauta clericalis
- Epicauta costipennis
- Epicauta digramma
- Epicauta dilatipennis
- Epicauta flavogrisea
- Epicauta fourcadei
- Epicauta franciscana
- Epicauta fulvicornis
- Epicauta fumosus
- Epicauta geniculata
- Epicauta griseonigra
- Epicauta kraussi
- Epicauta langei
- Epicauta leopardina
- Epicauta lizeri
- Epicauta luctifera
- Epicauta luguberrima
- Epicauta minutepunctata
- Epicauta missionum
- Epicauta monachica
- Epicauta nigripes
- Epicauta nigropunctata
- Epicauta philaemata
- Epicauta pilma
- Epicauta pluvialis
- Epicauta pullata
- Epicauta purpureiceps
- Epicauta rosilloi
- Epicauta rubella
- Epicauta rutilifrons
- Epicauta semivittata
- Epicauta singularicornis
- Epicauta suturalis
- Epicauta talpa
- Epicauta tristis
- Epicauta vidua
- Epicauta wagneri
- Epicauta xanthomeros
- Epicauta zebra
- Glaphyrolytta viridipennis
- Lytta catamarcensis
- Nemognatha nigrotarsatus
- Nemognatha nigrotarsata
- Paratetraonyx distincticollis
- Picnoseus flavocincta
- Picnoseus laevigatus
- Picnoseus nigropicta
- Protomeloe simplex
- Protomeloe wagneri
- Pseudomeloe andensis
- Pseudomeloe araneipes
- Pseudomeloe baeri
- Pseudomeloe brevicornis
- Pseudomeloe bruchi
- Pseudomeloe caligata
- Pseudomeloe chiliensis
- Pseudomeloe excavata
- Pseudomeloe flavomaculata
- Pseudomeloe gracilior
- Pseudomeloe guttulata
- Pseudomeloe haemoptera
- Pseudomeloe hornioides
- Pseudomeloe larroussei
- Pseudomeloe magellanica
- Pseudomeloe miniaceomaculata
- Pseudomeloe ogloblini
- Pseudomeloe parvus
- Pseudomeloe pictus
- Pseudomeloe pustulata
- Pseudomeloe rotundicollis
- Pseudomeloe sanguinipennis
- Pseudomeloe stenoptera
- Pseudomeloe superbus
- Pseudomeloe venosula
- Pseudomeloe vianai
- Pseudopyrota riojanensis
- Pyrota centenaria
- Pyrota diadema
- Pyrota dispar
- Pyrota horacioi
- Pyrota reichenbachi
- Pyrota sanguinithorax
- Pyrota vittigera
- Pyrota wagneri
- Spastica sphaerodera
- Tetraonyx albomarginata
- Tetraonyx bimaculata
- Tetraonyx brevis
- Tetraonyx brunnescens
- Tetraonyx clythroides
- Tetraonyx cuyana
- Tetraonyx distincticollis
- Tetraonyx dohrni
- Tetraonyx innotaticeps
- Tetraonyx kirschi
- Tetraonyx lampyroides
- Tetraonyx lycoides
- Tetraonyx maudhuyi
- Tetraonyx nigriceps
- Tetraonyx propinqua
- Tetraonyx septemguttata
- Tetraonyx sericeus
- Tetraonyx sexguttata
- Tetraonyx telephoroides
- Tetraonyx zonata
- Wagneronota aratae
- Zonitis chrysomeloides
- Zonitis impressithorax
- Zonitis nigronotata
- Zonitolytta robusta

### Melyridae
W Argentynie stwierdzono m.in:

- Amecocerus argentinus
- Amecocerus obscurus
- Amecocerus rufipes
- Anthocomus brasiliensis
- Arthrobrachus depressus
- Arthrobrachus nigromaculatus
- Arthrobrachus obscuripes
- Arthrobrachus quadrilineatus
- Arthrobrachus rufitarsis
- Arthrobrachus testaceus
- Arthrobrachus testaceolimbatus
- Astylus alboscutellaris
- Astylus antis
- Astylus argentinus
- Astylus atriceps
- Astylus atromaculatus
- Astylus bang-haasi
- Astylus bipunctatus
- Astylus bisbilineatus
- Astylus bruchi
- Astylus cyanerythrus
- Astylus elongatior
- Astylus griseopubens
- Astylus lineaticollis
- Astylus lineolatus
- Astylus minutus
- Astylus nigrolineatus
- Astylus patagonicus
- Astylus perforatus
- Astylus quadrilineatus
- Astylus rubicosta
- Astylus santiagoensis
- Astylus scalaris
- Astylus strobeli
- Astylus trifasciatus
- Astylus tucumanensis
- Astylus variegatus
- Astylus viridimetallicus
- Astylus wagneri
- Attalus bosqui
- Attalus bruchi
- Carphurus opacus
- Dasytes argentina
- Dasytes bifurcata
- Dromanthus gorhami
- Dromanthus inlateralis
- Dromanthus lateralis
- Dromanthus minutus
- Dromanthus nigricolor
- Dromanthus ruficeps
- Ebaeus argentinus
- Hylodanacaea atrocaerulea
- Hylodanacea baeri
- Hylodanacea bicoloriceps
- Hylodanacaea impressa
- Hylodanacea inlimbata
- Hylodanacea plaumanni
- Listrocerus rufofemoralis
- Mauroniscus maculatus
- Sydates apicalis
- Sydates discipennis
- Sydates pallidicolor

### Obumierkowate(Monotomidae)
W Argentynie stwierdzono m.in:
- Europs frontalis
- Europs vicina
- Monotoma americana
- Monotoma centralis

### Schylikowate(Mordellidae)
W Argentynie stwierdzono m.in:

- Conalia ebenina
- Mordella anticelunulata
- Mordella baeri
- Mordella bruchi
- Mordella clavata
- Mordella clavicornis
- Mordella enerosa
- Mordella ignaciosa
- Mordella latesignata
- Mordella luctuosa
- Mordella militaris
- Mordella nigra
- Mordella ogloblini
- Mordella patruellis
- Mordella reductesignata
- Mordella ruficeps
- Mordella rufopyga
- Mordella schapleri
- Mordella sororcula
- Mordella vesconis
- Mordella vidua
- Mordella violascescens
- Mordella weiseri
- Mordellistena abdominalis
- Mordellistena basithorax
- Mordellistena bicolor
- Mordellistena indifferens
- Mordellistena rubricollis
- Mordellistena santiagona
- Mordellistena wagneri

### Ścierowate(Mycetophagidae)
W Argentynie stwierdzono m.in:
- Litargus nitidus
- Litargus tetraspilotus
- Mycetophagus frater
- Mycetophagus fraternus
- Typhaea stercorea

### Niryjki(Mycteridae)
W Argentynie stwierdzono m.in:
- Physcius argentinus

### Ryjoszowate(Nemonychidae)
W Argentynie stwierdzono m.in:
- Mecomacer collaris
- Mecomacer scambus
- Nannomacer wittmeri
- Rhynchitomacer apionoides
- Rhynchitomacer brevicollis
- Rhynchitomacer fuscus
- Rhynchitomacer luridus
- Rhynchitomacer nigritus
- Rhynchitomacer puberulus
- Rhynchitomacer rostralis
- Rhynchitomacer rufus
- Rhynchitomacer viridulus
- Rhynchitomacerinus kuscheli

### Łyszczynkowate(Nitidulidae)
W Argentynie stwierdzono m.in:

- Amphicrossus vicinus
- Camptodes bruchi
- Camptodes curta
- Camptodes humeralis
- Camptodes nigrita
- Camptodes nigriventris
- Camptodes nitidula
- Camptodes obscura
- Camptodes scutellata
- Camptodes vittata
- Carpophilus dimidiatus
- Carpophilus dohrni
- Carpophilus hemipterus
- Carpophilus marginellus
- Carpophilus pallens
- Carpophilus succisus
- Carpophilus tristis
- Cillaeus expressus
- Colopterus amputatus
- Colopterus bohemani
- Colopterus bruchi
- Colopterus consobrinus
- Colopterus fervidus
- Colopterus latus
- Colopterus macropterus
- Colopterus ruptus
- Colopterus simplex
- Colopterus truncatus
- Colopterus vulneratus
- Conotelus femoralis
- Conotelus niger
- Conotelus nitidus
- Conotelus stenoides
- Cryptarcha castanescens
- Cryptarcha lineola
- Cychramus bruchi
- Epuraeopsis maculipennis
- Epuraea ampla
- Haptoncus luteolus
- Haptoncus ochraceus
- Hebascus villosus
- Lobiopa bruchi
- Lobiopa insularis
- Lobiopa marginata
- Lobiopa nigromaculata
- Lobiopa pubescens
- Lobiopa setulosa
- Neopocadius loretoensis
- Neopocadius nitiduloides
- Nitidula carnaria
- Omosita funesta
- Paromidia ebenina
- Pocadius glaber
- Pocadius helvolus
- Pocadius rubidus
- Psilotus cornutus
- Pycnocephalus argentinus
- Stelidota aequalis
- Stelidota chontalensis
- Stelidota meridionalis
- Stelidota strigosa
- Stelidota trimaculata
- Stelidota vicina
- Teloconus mirificus

### Skałubnikowate(Nosodendridae)
W Argentynie stwierdzono m.in:
- Nosodendron angelum
- Orychonotus excavatus

### Wygonakowate(Ochodaeidae)
W Argentynie stwierdzono m.in:
- Ochodaeus campsognathus
- Ochodaeus cornutus

### Zalęszczycowate(Oedemeridae)
W Argentynie stwierdzono m.in:

- Ananca alternans
- Ananca frontalis
- Ananca luridimembris
- Ananca sellata
- Asclera nigronotata
- Copidita argentina
- Copidita marmorata
- Copidita multilineata
- Copidita ogloblin
- Copidita punctatithorax
- Copidita santiagonensis
- Copidita tenuevittata
- Copidita tenuilineata
- Copidita trinotatithorax
- Copidita univittata
- Copidita viridivittata
- Copidita wagneri
- Diplectrus bruchi
- Diplectrus marginatus
- Diplectrus postnotatus
- Meloeditylus reductus
- Nacerdes melanura
- Oxacis alternata
- Oxacis bruchi
- Oxacis lineatithorax
- Oxacis plumbeipennis
- Oxacis pygidialis
- Oxacis sulcaticollis
- Oxacis unimaculata
- Polypria brevipennis
- Polypria crux-rufa
- Polypria lagrioides
- Pythoplesius michaelseni
- Sessinia alternans
- Sessinia frontalis
- Sessinia luridimembris
- Sessinia sellata

### Oxypeltidae
W Argentynie stwierdzono m.in:
- Cheloderus childreni
- Cheloderus penai
- Oxypeltus quadrispinosus

### Passalidae
W Argentynie stwierdzono m.in:
- Passalus anguliferus
- Passalus binominatus
- Passalus catharinae
- Passalus glaberrimus
- Passalus interruptus
- Passalus interstitialis
- Passalus mancus
- Passalus morio
- Passalus punctiger
- Passalus toriferus
- Passalus unicornis
- Paxillus crenatus
- Paxillus leachi
- Paxillus robustus
- Popilius marginatus
- Veturius cephalotes

### Passandridae
W Argentynie stwierdzono m.in:
- Catogenus asper
- Catogenus castaneus
- Catogenus cylindricollis
- Catogenus decoratus
- Catogenus depressus
- Catogenus gracilicornis
- Catogenus ignota
- Catogenus lebasii
- Catogenus longicornis
- Passandra fasciata
- Taphroscelidia humeralis
- Taphroscelidia semicastanea

### Pleszakowate(Phalacridae)
W Argentynie stwierdzono m.in:
- Phalacrus apicipennis
- Phalacrus australis
- Phalacrus ruficornis
- Stilbus gossypii

### Phengodidae
W Argentynie stwierdzono m.in:
- Cenophengus nanus
- Cenophengus unicolor
- Euryopa opacipennis
- Mastinocerus argentinus
- Mastinocerus atriceps
- Mastinocerus misionensis
- Mastinocerus nigricollis
- Mastinocerus pampaensis
- Mastinocerus patruelis
- Mastinocerus ruficeps
- Mastinocerus weiseri
- Oxymastinocerus bridarollii
- Phrixothrix acuminata
- Phrixothrix hieronymi
- Phrixothrix hirtus
- Phrixothrix obscuripes
- Stenophrixothrix pallens]

### Promecheilidae
W Argentynie stwierdzono m.in:
- Chanopterus paradoxus
- Darwinella amaroides
- Hydromedion anomocerum
- Hydromedion elongatum
- Hydromedion magellanicum
- Hydromedion nitidum
- Hydromedion oblongiusculum
- Hydromedion sparsulum
- Hydromedion variegatus
- Parahelops angulicollis
- Parahelops darwini
- Parahelops haversi
- Parahelops pubescens
- Parahelops quadricollis
- Parahelops seriata
- Perimylops antartica

### Protocucujidae
W Argentynie stwierdzono m.in:
- Ericmodes fuscitarsis
- Ericmodes sylvaticus
- Ericmodes tarsalis

### Piórkoskrzydłe(Ptiliidae)
W Argentynie stwierdzono m.in:
- Acrotrichis minuta
- Limulodes argentina
- Limulodes elongata
- Limulodes tibialis
- Paralimulodes wasmanni

### Ptilodactylidae
W Argentynie stwierdzono m.in:
- Cladotoma bruchi
- Cladotoma maculicollis
- Ptilodactyla griseosuturalis
- Ptilodactyla irregularis
- Ptilodactyla nigronotata
- Ptilodactyla pallida
- Ptilodactyla paranana
- Ptilodactyla tucumana

### Pustoszowate(Ptinidae)
W Argentynie stwierdzono m.in:

- Kołatek domowy (Anobium punctatum)
- Byrrhodes atronotata
- Byrrhodes multistriata
- Caenocara humeralis
- Calymmaderus argentinus
- Calymmaderus attenuatus
- Calymmaderus bruchi
- Calymmaderus nigronotatus
- Dorcatoma rufipes
- Epauloecus unicolor
- Gibbium aequinoctiale
- Gibbium psyllioides
- Hadrobregmus incisicollis
- Lasioderma serricornis
- Magnanobium elongatum
- Magnanobium elongatum
- Mezium affine
- Mezium americanum
- Mezium sulcatum
- Nicobium castaneum
- Nicobium castaneum
- Niptomezium patagonicus
- Niptomezium sparsepilosum
- Niptus hololeucus
- Ogmostethus australis
- Oligomerus wagner
- Petalium angulifera
- Petalium brasiliense
- Petalium punctatipenne
- Petalium substriatum
- Petalium tucumanense
- Prosternoptinus nigricolor
- Pseudeurostus hilleri
- Ptilinus grouvellei
- Ptilinus inaequalithorax
- Ptinus donceeli
- Ptinus fasciatus
- pustosz kradnik (Ptinus fur)
- Ptinus globulosum
- Ptinus hirtithorax
- Ptinus latro
- Ptinus nigronotatus
- Ptinus rubricollis
- Ptinus silvestrii
- Ptinus tectus
- Ptinus testaceipes
- Ptinus villiger
- Ptinus wagneri
- Sphaericus gibboides
- Stegobium panicea
- Stichtoptychus holosericea
- Theca weiseri
- Tricorynus argentina
- Tricorynus brasiliensis
- Tricorynus brevesulcata
- Tricorynus caudata
- Tricorynus curta
- Tricorynus herbarium
- Tricorynus humeralis
- Tricorynus major
- Tricorynus minutissima
- Tricorynus rudepunctata
- Tricorynus rufa
- Tricorynus sparsepunctata
- Tricorynus subrutiliceps
- Tricorynus substriata
- Tricorynus wagneri
- Tropicoptinus bruchi
- Trigonogenius globulum
- Trigonogenius nigronotatus
- Xyletinus brasiliensis
- Xyletinus robusticollis
- Xyletinus wagner

### Rhipiceridae
W Argentynie stwierdzono m.in:
- Rhipicera abdominalis
- Rhipicera cyanea
- Rhipicera dalmani
- Rhipicera marginata
- Sandalus angularis
- Sandalus brunneus

### Wachlarzykowate(Ripiphoridae)
W Argentynie stwierdzono m.in:

- Elytroxystrotus griseovittata
- Macrosiagon argentinum
- Macrosiagon baeri
- Macrosiagon excavata
- Macrosiagon excavatipenne
- Macrosiagon flavipenne
- Macrosiagon gracilis
- Macrosiagon homonymus
- Macrosiagon limbatum
- Macrosiagon lineare
- Macrosiagon nigronotatum
- Macrosiagon notinitidum
- Macrosiagon octomaculatum
- Macrosiagon semilimbatum
- Macrosiagon spinosum
- Macrosiagon testaceicorne
- Macrosiagon tucumanense
- Macrosiagon vittatum
- Macrosiagon vittula
- Micholaemus gerstaeckeri
- Neorrhipidius cordobensis
- Neorrhipidius bridarollii
- Ripiphorus bruchi
- Ripiphorus diversipes
- Ripiphorus fuscus
- Ripiphorus birabeni
- Setosicornia argentina
- Trigonodera argentina
- Trigonodera bicolor
- Trigonodera brevicornis
- Trigonodera crassa
- Trigonodera haywardi
- Trigonodera latelineata
- Trigonodera pallipes
- Trigonodera quadrilineata
- Trigonodera signaticollis
- Trigonodera succinctus
- Trigonodera variegata

### Trąbiki(Salpingidae)
W Argentynie stwierdzono m.in:
- Poophilax falklandica

### Poświętnikowate(Scarabaeidae)
W Argentynie stwierdzono m.in:

#### Aclopinae
- Aclopus parvulus
- Phaenognatha jenseni
- Phaenognatha minor
- Phaenognatha richteri

#### Allidiostomatinae
- Allidiostoma hirta
- Allidiostoma strobeli

#### Plugowate(Aphodiinae)
- Acanthaphodius bruchi
- Aidophus flaveolus
- Aidophus infuscatopennis
- Aphodius argentinensis
- Aphodius richteri
- Ataenius argillaceus
- Ataenius brunneus
- Ataenius crenatostriatus
- Ataenius cribricollis
- Ataenius haroldi
- Ataenius imbricatoides
- Ataenius imbricatus
- Ataenius laborator
- Ataenius luctuosus
- Ataenius morator
- Ataenius opacus
- Ataenius opatrinus
- Ataenius opatroides
- Ataenius picinus
- Ataenius platensis
- Ataenius punctatohirsutus
- Ataenius pusillus
- Ataenius steinheili
- Ataenius stercorator
- Ataenius strigicaudus
- Ataenius titschacki
- Ataenius variopunctatus
- Bruchaphodius bruchi
- Bruchaphodius ovalipennis
- Bruchaphodius shannoni
- Calamosternus granarius
- Euparia argentina
- Euparia bitubericollis
- Euparia excavaticollis
- Euparia friedenreichi
- Euparia ovalis
- Labarrus pseudolividus
- Leiopsammodius placidus
- Odontopsammodius cruentus
- Orodaliscoides reflexus
- Paranimbus zoiai
- Parataenius derbesis
- Parataenius simulator
- Pseudopodotenus fulviventris
- Saprosites breviusculus

#### Kruszczycowate(Cetoniinae)
- Allorrhina cornifrons
- Blaesia atra
- Blaesia subrugosa
- Corvicoana reticulata
- Cotinis semiopaca
- Desicasta purpurascens
- Euphoria boliviensis
- Euphoria lurida
- Gymnetis bajula
- Gymnetis holoserica spp. flava
- Gymnetis platensis
- Gymnetis rufilateris
- Hoplopyga alviventris
- Hoplopyga liturata
- Hoplopyga rubida
- Inca bonplandi
- Inca clathrata
- Inca pulverulenta
- Maculinetis argentina
- Maculinetis tigrina
- Paragymnetis chalcipes spp. undata spp. litigiosa
- Paragymnetis flavomarginata spp. bouvieri spp. pudibunda

#### Rohatyńcowate(Dynastinae)
- Agaocephala mannerheimi
- Archophileurus fimbriatus
- Archophileurus pumilio
- Archophileurus santafeanus
- Archophileurus vervex
- Archophileurus wagneri
- Bothynus dasypleurus
- Bothynus exaratus
- Bothynus fabius
- Bothynus laticifex
- Bothynus minor
- Bothynus striatellus
- Bothynus validus
- Chalepides barbata
- Chalepides barbata spp. argentina
- Chalepides lurida
- Colacus bicolor
- Colacus morio
- Coelosis bicornis
- Coelosis biloba
- Coelosis denticornis
- Coelosis nitida
- Cyclocephala andina
- Cyclocephala laminata
- Cyclocephala lunulata
- Cyclocephala melanocephala
- Cyclocephala metrica
- Cyclocephala modesta
- Cyclocephala occipitalis
- Cyclocephala ochracea
- Cyclocephala paraguayensis
- Cyclocephala pinguis
- Cyclocephala putrida
- Cyclocephala scarabaeoides
- Cyclocephala signaticollis
- Cyclocephala suturalis
- Cyclocephala testacea
- Cyclocephala tucumana
- Cyclocephala variabilis
- Cyclocephala verticalis
- Diloboderus abderus
- Dyscinetus bidentatus
- Dyscinetus fuliginosus
- Dyscinetus gagates
- Dyscinetus luridus
- Dyscinetus rugifrons
- Enema pan
- Eremobothynus cornutus
- Erioscelis emarginata
- Golofa argentina
- Golofa cochlearis
- Golofa pelagon
- Heterogomphus achilles
- Heterogomphus astyanax
- Heterogomphus cribricollis
- Heterogomphus duponti
- Heterogomphus eteocles
- Heterogomphus inarmatus
- Heterogomphus laticollis
- Heterogomphus pauson
- Heterogomphus punctipennis
- Heterogomphus ulysses
- Ligyrus bidentulus
- Ligyrus burmeisteri
- Ligyrus distinctus
- Ligyrus fossor
- Ligyrus globosus
- Ligyrus humilis
- Ligyrus patagonus
- Ligyrus scarabaeinus
- Megasoma janus
- Megasoma joergenseni
- Microphileurus caviceps
- Oryctomorphus bimaculatus
- Oxyligyrus politus
- Phileurus affinis
- Phileurus bucculentus
- Phileurus hospes
- Phileurus valgus
- Philoscaptus bonariensis
- Stenocrates cultor
- Stenocrates laborator
- Strategus argentinus
- Strategus tridens
- Strategus validus
- Thronistes rouxi
- Tomarus villosus
- Trioplus cylindricus

#### Chrabąszczowate(Melolonthinae)
- Acylochilus assimilis
- Acylochilus curvidens
- Acylochilus ottianus
- Acylochilus strumosus
- Ancistrosoma argentina
- Ancistrosoma vittigera
- Aplodema magellanica
- Apterodema acuticollis
- Astaena argentina
- Astaena bicolor
- Astaena bruchi
- Astaena cordobana
- Astaena pilosa
- Astaena ruficollis
- Astaena tridentata
- Athlia bruchi
- Burmeisteriellus mirabilis
- Castanochilus bruchianus
- Ceraspis variabilis
- Demodema aulai
- Demodema bonariensis
- Demodema comata
- Demodema distincta
- Dicrania argentina
- Dicrania nigriceps
- Diplotaxis pilifera
- Gama pallida
- Gama squamiventris
- Isonychus albicinctus
- Isonychus argentinus
- Isonychus mus
- Isonychus tenuivestris
- Liogenys argentina
- Liogenys bidentula
- Liogenys bruchi
- Liogenys cribricollis
- Liogenys densicollis
- Liogenys denticeps
- Liogenys denticulata
- Liogenys flaveola
- Liogenys latitarsis
- Liogenys longicra
- Liogenys mendozana
- Liogenys minuta
- Liogenys morio
- Liogenys obesa
- Liogenys obscura
- Liogenys opacicollis
- Liogenys pallens
- Liogenys pallidicornis
- Liogenys rufoflava
- Macrodactylus aeneicollis
- Macrodactylus aeneipes
- Macrodactylus affinis
- Macrodactylus argentinus
- Macrodactylus griseus
- Macrodactylus pumilio
- Modialis prasinella
- Myloxena bruchiana
- Myloxena patagonica
- Myloxena vestita
- Myloxena vicina
- Pachrodema abnormis
- Pachrodema flaveola
- Pachrodema lucida
- Pachrodema piceola
- Pachrodema pruinosa
- Pentacoryna bruchi
- Philochlaenia argentina
- Philochlaenia centralis
- Philochlaenia cordobana
- Philochlaenia corrientensis
- Philochlaenia cuyana
- Philochlaenia gracilicornis
- Philochlaenia ohausi
- Philochlaenia paranensis
- Philochlaenia piottii
- Philochlaenia texta
- Philochlaenia tucumana
- Phyllophaga conformis
- Phyllophaga forcipata
- Phytholaema mutabilis
- Plectris argentina
- Plectris bruchi
- Plectris griseovestita
- Plectris lignicolor
- Plectris ohausi
- Pseudoliogenys flavida
- Rhinaspis dilaticornis
- Schizochelus serratus
- Sericoides acuticollis
- Sericoides antarcticus
- Sericoides castanea
- Sericoides delicatula
- Sericoides faminaei
- Sericoides glacialis
- Sericoides hirsutus
- Sericoides livida
- Sericoides lucida
- Sericoides obscura
- Sericoides opacipennis
- Sericoides picea
- Sericoides sylvatica
- Sericoides testacea
- Sericoides viridis
- Symmela bruchi
- Ulata argentina

#### Orphninae
- Aegidinus candezei

#### Rutelowate(Rutelinae)
- Anomala bruchiana
- Anomala stempelmanni
- Anomala testaceipennis
- Aulacopalpus pilicollis
- Aulacopalpus punctatus
- Brachysternus angustus
- Brachysternus patagoniensis
- Brachysternus prasinus
- Brachysternus spectabilis
- Chasmodia dilatata
- Chasmodia emarginata
- Eunanus murinus
- Geniates borellii
- Geniates cylindrica
- Geniates impressicollis
- Heterogeniates bonariensis
- Homonyx chalcea spp. chalcea spp. fuscocuprea spp. santaigensis
- Homonyx cuprea
- Homonyx elongata
- Homonyx planicostata
- Homothermon bugre
- Hylamorpha elegans
- Leucothyreus costatus
- Leucothyreus cribratipennis
- Leucothyreus dorsalis
- Leucothyreus femoralis
- Leucothyreus hirtus
- Leucothyreus homonychius
- Leucothyreus humilis
- Leucothyreus laticollis
- Leucothyreus marginaticollis
- Leucothyreus mutatus
- Leucothyreus rufipes
- Leucothyreus stempelmanni
- Lobogeniates tucumanensis
- Macraspis chrysis
- Macraspis cincta
- Macraspis clavata
- Macraspis dichroa
- Macraspis festiva
- Macraspis morio
- Oryctomorphus bimaculatus
- Parhomonyx fuscoaenea
- Pelidnota alliacea
- Pelidnota crassipes
- Pelidnota fulva spp. fulva spp. championi
- Pelidnota liturella
- Pelidnota pulchella
- Pelidnota sancti-jacobi
- Pelidnota sordida
- Pelidnota tetaceovirens
- Pelidnota unicolor spp. bonariensis
- Platycoelia inflata spp. inflata spp. tucumana
- Platycoelia limbata
- Platycoelia simplicior
- Pseudogeniates intermedia
- Pseudogeniates richteriana
- Pseudomacraspis affinis
- Rhizogeniates antennata
- Rhizogeniates carbonaria
- Rutela lineola
- Strigoderma marginata
- Strigoderma sulcipennis
- Strigoderma tucumana
- Trizogeniates vittata

#### Scarabaeinae
- Anisocanthon pygmaeus
- Anisocanthon sericinus
- Anisocanthon villosus
- Anomiopsoides aberrans
- Anomiopsoides aurita
- Anomiopsoides biloba
- Anomiopsoides catamarcae
- Anomiopsoides cavifrons
- Anomiopsoides heteroclyta
- Anomiopsoides pererai
- Anomiopsoides xerophila
- Ateuchus apicatus
- Ateuchus carbonarius
- Ateuchus epipleuralis
- Ateuchus fuscorubrus
- Ateuchus mutilatus
- Ateuchus pauperatus
- Ateuchus rispolii
- Ateuchus robustus
- Ateuchus viduum
- Bolbites onitoides
- Canthidium barbacenicum
- Canthidium breve
- Canthidium chabanaudi
- Canthidium cupreum
- Canthidium dispar
- Canthidium lucidum
- Canthidium moestum
- Canthidium prasinum
- Canthidium seladon
- Canthon angularis
- Canthon bispinus
- Canthon carbonarius
- Canthon coeruleicollis
- Canthon coerulescens
- Canthon conformis
- Canthon curvipes
- Canthon curvodilatatus
- Canthon daguerrei
- Canthon deplanatus
- Canthon dives
- Canthon edelentulus
- Canthon fortemarginatus
- Canthon granuliceps
- Canthon honsi
- Canthon janthinus
- Canthon klecandai
- Canthon laminatus
- Canthon latipes
- Canthon lituratus
- Canthon lividus
- Canthon luctuosus
- Canthon maldonadoi
- Canthon mutabilis
- Canthon muticus
- Canthon orfilai
- Canthon ornatus
- Canthon podagricus
- Canthon principalis
- Canthon pseudoforcipatus
- Canthon quinquemaculatus
- Canthon reichei
- Canthon rutilans
- Canthon scrutator ssp. paraguayanus
- Canthon seminitens
- Canthon seminulus
- Canthon septemmaculatus
- Canthon sericatus
- Canthon steinheili
- Canthon substriatus
- Canthon tetraodon
- Canthon tibialis
- Canthon unicolor
- Canthon velutinus
- Canthon xanthopus
- Chalcocopris hesperus
- Deltochilum cupreicolle spp. cupreicolle ssp. viridescens
- Deltochilum kolbei
- Deltochilum elevatum
- Deltochilum variolosum
- Deltochilum cristatum
- Deltochilum elongatum
- Deltochilum icariforme
- Deltochilum icaroides
- Deltochilum irroratum
- Deltochilum komareki
- Deltochilum sculpturatum
- Deltochilum valgum
- Deltochilum pseudoicarus
- Deltochilum rubripenne
- Dendropaemon hirticollis
- Diabroctis mimas
- Dichotomius anaglypticus
- Dichotomius anthrax
- Dichotomius bitiensis
- Dichotomius depressicollis
- Dichotomius haroldi
- Dichotomius imitator
- Dichotomius inhiatus
- Dichotomius luctuosioides
- Dichotomius missionus
- Dichotomius mormon
- Dichotomius nutans
- Dichotomius rugossicollis
- Dichotomius semiaeneus
- Dichotomius travassosi
- Dichotomius triangulariceps
- Dichotomius bosqui
- Dichotomius carbonarius
- Dichotomius micans
- Dichotomius nisus
- Dichotomius nobilis
- Dichotomius opacipennis
- Dichotomius tauyani
- Dichotomius ascanius
- Dichotomius bicuspis
- Ennearabdus lobocephalus
- Eucranium arachnoides
- Eucranium cyclosoma
- Eucranium dentifrons
- Eucranium lepidum
- Eucranium planicolle
- Eucranium pulvinatum
- Eucranium simplicifrons
- Eudinopus dytiscoides
- Eurysternus caribaeus
- Eurysternus cirratus
- Eurysternus deplanatus
- Geocanthon oliverioi
- Glaphyrocanthon pilluliformis
- Glyphoderus centralis
- Glyphoderus monticola
- Glyphoderus sterquilinus
- Goniocanthon smaragdulus
- Gromphas dichroa
- Gromphas lacordairei
- Holocanthon mateui
- Homocopris torulosus
- Ipselissus silphoides
- Megathopa argentina
- Megathopa bicolor
- Megathopa chalybaea
- Megathopa magnifica
- Megathopa punctatostriata
- Megathopa puncticollis
- Megathopa villosa
- Megathopa violacea
- Ontherus aphodioides
- Ontherus appendiculatus
- Ontherus digitatus
- Ontherus grandis
- Ontherus sulcator
- Ontherus zikani
- Onthocharis ataenioides
- Onthocharis bonariensis
- Onthocharis juanae
- Onthocharis melancholica
- Onthocharis nigrocoerulea
- Onthocharis wittmeri
- Onthophagus bidentatus
- Onthophagus bucculus
- Onthophagus hirculus
- Oruscatus davus
- Pedaridium argentinum
- Pedaridium fulgens
- Pedaridium mansosotoi
- Pedaridium quadridens
- Peltecanthon staigi
- Phanaeus bonariensis spp. bonariensis ssp. vicinus
- Phanaeus ensifer
- Phanaeus jasius
- Phanaeus milon
- Phanaeus pessoai
- Phanaeus horus
- Phanaeus saphirinus
- Phanaeus batesi
- Phanaeus imperator
- Phanaeus menelas
- Phanaeus palaeno
- Pseudepilissus lunatus
- Pseudocanthon xanthurus
- Scatonomus fasciculatus
- Scatonomus insignis
- Scatonomus thalassinus
- Scybalophagus lacordairei
- Scybalophagus patagonicus
- Scybalophagus pilosus
- Scybalophagus plicatipennis
- Scybalophagus rugosus
- Tetraechma sanguineomaculata
- Trichillum elongatum
- Trichillum externepunctatum
- Trichillum heydeni
- Trichillum hystrix
- Uroxys angulicollis
- Uroxys dilaticollis
- Uroxyx dureti
- Uroxys latus
- Xenocanthon sericans
- Zonocopris gibbicollis

### Scirtidae
W Argentynie stwierdzono m.in:
- Microcara fuegensis
- Cyphon antarcticum
- Cyphon pallicolor
- Cyphon patagonicum
- Cyphon robusticorne
- Ora bruchi*
- Ora platensis
- Scirtes adusta
- Scirtes brevenotata ssp. mediolineata ssp. wagneri

### Scraptiidae
W Argentynie stwierdzono m.in:
- Anaspis disconotata
- Pentaria bruchi
- Scraptia argentina

### Omarlicowate(Silphidae)
W Argentynie stwierdzono m.in:
- Nicrophorus chilensis
- Nicrophorus didymus
- Nicrophorus scrutator
- Oxelytrum apicalis
- Oxelytrum biguttatum
- Oxelytrum cayennense
- Oxelytrum discicolle
- Oxelytrum erythrurum
- Oxelytrum lineatocolle

### Spichrzelowate(Silvanidae)
W Argentynie stwierdzono m.in:
- Ahasverus advena
- Australohyliota chilensis
- Nausibius wagneri
- Oryzaephilus surinamensis
- Oryzaephilus mercator
- Silvanosoma striatum
- Silvanus costatus
- Telephanus bruchi
- Uleiota geminatus

### Sphindidae
W Argentynie stwierdzono m.in:
- Sphindus kiesenwetteri
- Sphindus major

### Czarnuchowate(Tenebrionidae)
W Argentynie stwierdzono m.in:
- Crypticus bothriocephalus

### Throscidae
W Argentynie stwierdzono m.in:
- Aulonothroscus argentinus
- Aulonothroscus schaumi
- Aulonothroscus sparsepunctus
- Trixagus bonvouloiri

### Modzelatkowate(Trogidae)
W Argentynie stwierdzono m.in:

- Omorgus batesi
- Omorgus badeni
- Omorgus borrei
- Omorgus candezei
- Omorgus ciliatus
- Omorgus loxus
- Omorgus nocheles
- Omorgus pastillarius
- Omorgus persuberosus
- Omorgus spatulatus
- Omorgus suberosus
- Polynoncus aeger
- Polynoncus aricensis
- Polynoncus bifurcatus
- Polynoncus brasiliensis
- Polynoncus brevicollis
- Polynoncus bullatus
- Polynoncus burmeisteri
- Polynoncus chilensis
- Polynoncus erugatus
- Polynoncus gemmifer
- Polynoncus gemmingeri
- Polynoncus gibberosus
- Polynoncus guttifer
- Polynoncus haafi
- Polynoncus hemisphaericus
- Polynoncus longitarsis
- Polynoncus mirabilis
- Polynoncus neuquen
- Polynoncus pampeanus
- Polynoncus parafurcatus
- Polynoncus patagonicus
- Polynoncus patriciae
- Polynoncus pedestris
- Polynoncus peruanus
- Polynoncus pilularius
- Trox scabra

### Trogossitidae
W Argentynie stwierdzono m.in:

- Acalanthis quadrisignata
- Acalanthis semimetallica
- Airora wagneri
- Ancyrona argentina
- Ancyrona pygmaea
- Corticotomus fulva
- Decamerus haemorrhoidalis
- Diotolobus punctipennis
- Temnochila colosus
- Temnochila ebenina
- Temnochila grilloi
- Temnochila lebasi
- Temnochila lucens
- Temnochila steinheili
- Temnochila tristis
- Tenebroides bipustulata
- ukrytek mauretański (Tenebroides mauritanicus)
- Tenebroides ornata
- Tenebroides quadriguttata
- Tenebroides rubra
- Tenebroides rubromarginata
- Tenebroides rufiventris
- Tenebroides serraticollis
- Tenebriodes stultus

### Vesperidae
W Argentynie stwierdzono m.in:
- Acanthomigdolus quadricollis
- Anoploderma breueri
- Cherrocrius bruchi
- Migdolus fryanus
- Mysteria cylindripennis
- Mysteria lacordairei
- Mysteria minuta
- Mysteria seabrai
- Paramigdolus tetropioides
- Pathocerus wagneri
- Pseudopathocerus humboldti
- Sypilus boeroi
- Sypilus ferrugineus
- Sypilus orbignyi

### Zopheridae
W Argentynie stwierdzono m.in:
- Aulonium oblitum
- Bitoma bifasciata
- Bitoma jejuna
- Colydium bicarinipenne
- Colydium longicolle
- Ethelema luctuosa
- Hyporrhagus bonvouloiri
- Hyporrhagus rufolineatus
- Hyporrhagus wagneri
- Pycnomerus biimpressus
- Pycnomerus doellei
- Synchita striatopunctata